# Гражданская война в США
Гражда́нская война́ в Соединённых Шта́тах Аме́рики (англ. The American Civil War) (12 апреля 1861 — 26 мая 1865) — гражданская война, которая велась между Союзом («Севером») и Конфедерацией («Югом»). Конфедерация была образована отделившимися штатами. Основной причиной войны стал спор о том, разрешить ли рабству распространиться на западные территории, что привело бы к увеличению числа рабовладельческих штатов, или не допустить этого, что, по общему мнению, поставило бы рабство на путь окончательного исчезновения.
Десятилетия политических споров по поводу рабства обострились после победы на президентских выборах в Соединённых Штатах в 1860 году Авраама Линкольна, который выступал против распространения рабства на западные территории. Первые семь южных рабовладельческих штатов отреагировали на победу Линкольна, отделившись от Соединённых Штатов и в феврале 1861 года образовав Конфедерацию, которая захватила форты Соединённых Штатов и другие федеральные активы в пределах своих границ. Во главе с президентом Джефферсоном Дэвисом Конфедерация установила контроль над примерно третью населения Соединённых Штатов в одиннадцати из 34 существовавших тогда штатов. Последовали четыре года ожесточенных боев, происходивших в основном на юге.
В течение 1861—1862 годов на Западном театре военных действий Союз добился значительных необратимых успехов, хотя на Восточном театре военных действий армия Союза не смогла достичь каких-либо результатов. Отмена рабства стала официальной целью войны 1 января 1863 года, когда Линкольн издал Прокламацию об освобождении, которая объявила всех рабов в восставших штатах свободными, распространяясь на более чем 3,5 миллиона из 4 миллионов порабощенных людей в стране. На западе к лету 1862 года Союз уничтожил речной флот Конфедерации, затем большую часть его западных армий и захватил Новый Орлеан. Захват Союзом Виксберга в 1863 году привел к установлению контроля Севером над всем течением реки Миссисипи, в результате чего территория Конфедерации была разделена на две части, лишенные сообщения друг с другом. В 1863 году вторжение генерала Конфедерации Роберта Эдварда Ли на север закончилось битвой при Геттисберге. Это сражение закончилось ничейным результатом, но тяжёлые потери заставили армию Ли отступить на свою территорию. Успехи на Западе привели к тому, что в 1864 году генерал Улисс Грант возглавил все армии Союза. Установив постоянно ужесточающуюся морскую блокаду портов Конфедерации, Союз мобилизовал ресурсы и живую силу, чтобы атаковать Конфедерацию со всех направлений. Это привело к тому, что в 1864 году Атланта пала перед генералом Союза Уильямом Текумсе Шерманом, после чего последовал его поход к морю. Последние значительные сражения развернулись во время десятимесячной осады Питерсберга, ворот в столицу Конфедерации Ричмонд. Конфедераты покинули Ричмонд, и 9 апреля 1865 года Ли сдался Гранту при Аппоматтоксе, что фактически привело к концу войны.
После сдачи Северовирджинской армии последовала волна капитуляций других армий и соединений конфедератов. 14 апреля, всего через пять дней после капитуляции Ли, Линкольн был убит. С практической точки зрения война закончилась с капитуляцией департамента Транс-Миссисипи 26 мая, однако завершение американской гражданской войны не имеет чёткой и точной исторической даты. Сухопутные войска Конфедерации продолжали сдаваться после даты капитуляции вплоть до 23 июня. К концу войны большая часть инфраструктуры Юга была разрушена, особенно железные дороги. Конфедерация была ликвидирована, рабство было отменено, и четыре миллиона порабощённых чернокожих были освобождены. Затем разрушенная войной страна вступила в эпоху Реконструкции, пытаясь восстановить хозяйство, вернуть отколовшиеся штаты в состав США и предоставить гражданские права освобождённым рабам.
Гражданская война является одним из наиболее широко изученных и описанных эпизодов в истории Соединённых Штатов. Война остаётся предметом культурных и историографических дебатов, например миф о «Проигранном деле Конфедерации». Гражданская война в США была одним из первых конфликтов, в котором использовались промышленные средства ведения войны. Широко использовались железные дороги, телеграф, пароходы, бронированные военные корабли и серийное оружие. В общей сложности в результате войны погибло от 620 тысяч до 750 тысяч солдат, а также имело место неустановленное количество жертв среди гражданского населения, что сделало Гражданскую войну самым смертоносным военным конфликтом в американской истории.

## Причины
В первой половине XIX века в США аграрный рабовладельческий Юг и промышленный Север существовали как отдельные экономические регионы.
Различия в экономике, социальной структуре, традициях и политических ценностях между Севером и Югом того периода известны как американский секционализм.
На Севере были сосредоточены предприятия машиностроения, металлообработки, лёгкой промышленности. Здесь основной рабочей силой были многочисленные иммигранты из различных стран, работавшие на фабриках, заводах и других предприятиях. Рабочих рук на Севере было достаточно, демографическая ситуация здесь была стабильной и уровень жизни относительно высокий. Ситуация, сложившаяся на Юге, во многих отношениях отличалась от этого. В результате Луизианской покупки 1803 года и американо-мексиканской войны 1846—1848 годов США присоединили и захватили огромные территории на западе, где имелось большое количество свободных земель и где ещё ранее испанскими колонизаторами было легализовано рабство. На этих землях обосновались фермеры и плантаторы, получившие огромные земельные наделы. Так как земля на юге США очень плодородна и климат благоприятен для земледелия, Юг стал аграрным регионом. Здесь выращивались такие культуры, как табак, сахарный тростник, хлопок и рис. Однако на Юге не хватало рабочих рук, поскольку в большинстве своём европейские иммигранты ехали на промышленный Север. Поэтому для работы на плантациях, ещё с начала XVII века, испанцами завозились темнокожие рабы из Африки (по большей части из Западной Африки). К началу сецессии четверть белого населения Юга владела рабами.

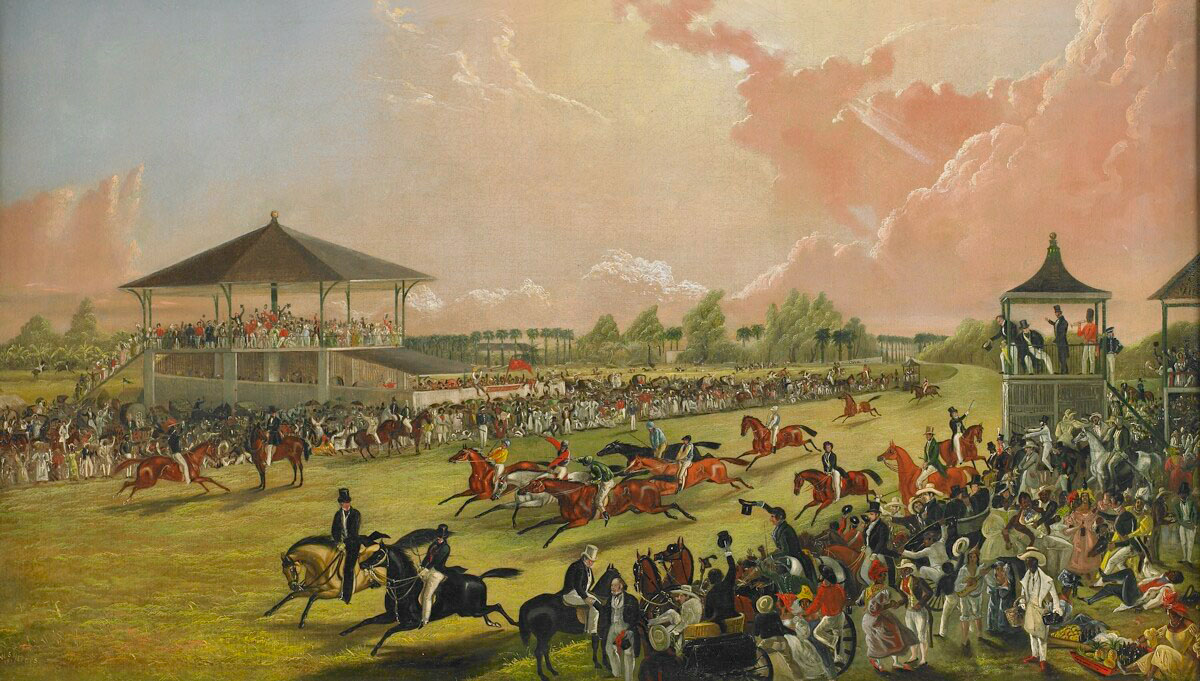
Алабама, 1841 r.

Север нуждался в сырье с Юга, особенно в хлопке (поскольку именно из хлопка получается нитроцеллюлоза для боеприпасов и взрывчатки), а Юг — в машинах и промышленных товарах Севера. Поэтому долгое время два разных экономических региона сосуществовали мирно. Однако постепенно между ними нарастали противоречия. Среди наиболее острых конфликтных вопросов можно выделить следующие:
1. Налоги на ввозимые товары (Север стремился сделать их как можно выше, чтобы защитить свою молодую промышленность, тогда как Юг хотел торговать со всем миром беспошлинно).
2. Различие в понимании дальнейшего развития страны. Как писал сторонник сецессии Роберт Ретт, штат — это единственное суверенное государство, которому обязаны хранить верность его граждане[8]. В понимании южан, свобода есть суверенитет каждого штата, со своим правительством и законами (штат, с англ. state — государство, держава), объединённых дружбой и общими идеалами. Центральное правительство на севере стремилось подчинить своей верховной власти законы и правительства штатов.
3. Вопрос о распространении рабства на новые штаты: США присоединяли новые территории, и возникали дискуссии относительно конституции каждого из будущих штатов, в первую очередь — будет новый штат свободным или рабовладельческим. Приход к власти Линкольна, объявившего, что впредь все новые штаты будут свободными от рабства, означал для южных штатов перспективу остаться в меньшинстве и в будущем проигрывать в Конгрессе по всем конфликтным вопросам Северу.
4. Несогласие Юга с политикой заселения незанятых земель на западе континента гражданами США. Рабовладельцы-южане стремились расширить свои владения за счёт земель на западе, но занятие их свободными гражданами препятствовало этим планам. Из-за этого сенаторы-южане неоднократно блокировали принятие «акта о гомстедах», который должен был обеспечить переселенцам с востока бесплатную передачу земельных участков в собственность.

## Распад Союза

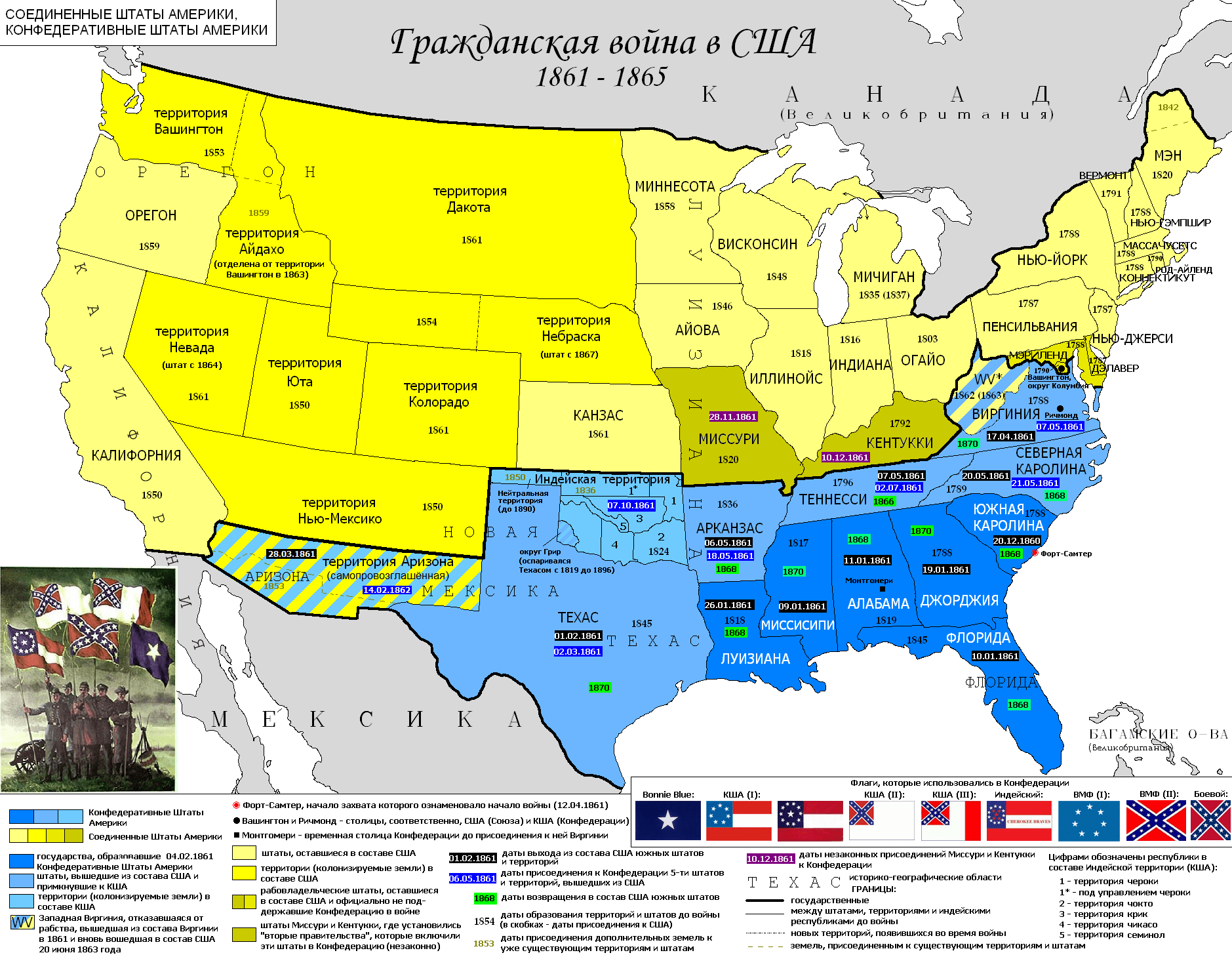
Союз и Конфедерация

Политические и общественные организации, противостоявшие рабовладению, образовали в 1854 году Республиканскую партию. Победа 6 ноября 1860 года на президентских выборах кандидата этой партии Авраама Линкольна стала для рабовладельцев сигналом опасности и привела к сецессии, выходу из состава Союза. Каждый штат выбирал представителей в конституционный совет штата, которые голосовали за или против сецессии. По итогам голосования издавалось «Постановление о сецессии». 20 декабря 1860 года Южная Каролина первой издала такое постановление, а 24 декабря была опубликована «Декларация о непосредственных причинах, которые привели к отделению Южной Каролины от федерального Союза». За Южной Каролиной последовали:
- Миссисипи (9 января 1861),
- Флорида (10 января 1861),
- Алабама (11 января 1861),
- Джорджия (19 января 1861),
- Луизиана (26 января 1861).

Юридическим оправданием подобных действий стало отсутствие в Конституции США прямого запрета на выход отдельных штатов из США (хотя разрешение на это также отсутствовало). 4 февраля 1861 открылся Временный конфедеративный конгресс, на котором 6 штатов объявили об образовании нового государства — Конфедеративных Штатов Америки. 11 марта на сессии Конгресса была принята Конституция Конфедеративных Штатов Америки, которая заменила действовавшую ранее Временную Конституцию.
Эти 6 штатов приняли конституцию и избрали своим президентом бывшего сенатора от Миссисипи Джефферсона Дэвиса, который вступил в должность 18 февраля 1861 года.
1 марта о независимости объявил Техас, который уже на следующий день присоединился к Конфедерации, а в апреле-мае, после сражения за форт Самтер и объявления на севере мобилизации, примеру Техаса последовали:
- Виргиния (независимость — 17 апреля 1861, присоединение к КША — 7 мая 1861),
- Арканзас (независимость — 6 мая 1861, присоединение к КША — 18 мая 1861),
- Теннесси (независимость — 7 мая 1861, присоединение к КША — 2 июля 1861),
- Северная Каролина (независимость — 20 мая 1861, присоединение к КША — 21 мая 1861).

Сначала столицей Конфедерации был провозглашён алабамский город Монтгомери, а затем, после присоединения Виргинии — Ричмонд. Эти штаты занимали 40 % всей территории США с населением 9,1 млн человек, в том числе свыше 3,6 млн афроамериканцев. 7 октября в состав Конфедерации вошла Индейская территория, население которой не имело особых причин к лояльности ни к Конфедерации (большинство индейцев было изгнано с территорий, на месте которых образовались рабовладельческие штаты), ни к правительству США, фактически санкционировавшему депортацию индейцев из Джорджии и других южных штатов. Выбор индейцев, на какой стороне воевать, определило то обстоятельство, что они не пожелали отказываться от рабовладения, из-за чего и вошли в состав Конфедерации. В составе Индейской территории было 5 республик по числу основных индейских племён: чероки (имевших наибольшее количество рабов), чокто, крик, чикасо и семинол. Сенат КША формировался двумя представителями от каждого штата, а также одним представителем от каждой индейской республики (без права голоса).
Жители ряда западных округов Виргинии отказались подчиниться решению о выходе из Союза, образовали собственные органы власти и в июне 1863 года были приняты в состав США в качестве нового штата. Население Союза превышало 23 млн чел., на его территории располагалась практически вся промышленность страны, 70 % железных дорог, 81 % банковских депозитов и т. п.
Воспользовавшись тем, что представители отделившегося Юга покинули свои места в федеральных законодательных органах, республиканцы смогли провести законопроекты, которые ранее блокировались депутатами Юга. Среди них были «Тариф Моррилла», «Акт Моррилла», «Закон о гомстедах», «Закон о национальных банках» и «Акт о доходах 1861».

## Борьба за пограничные штаты

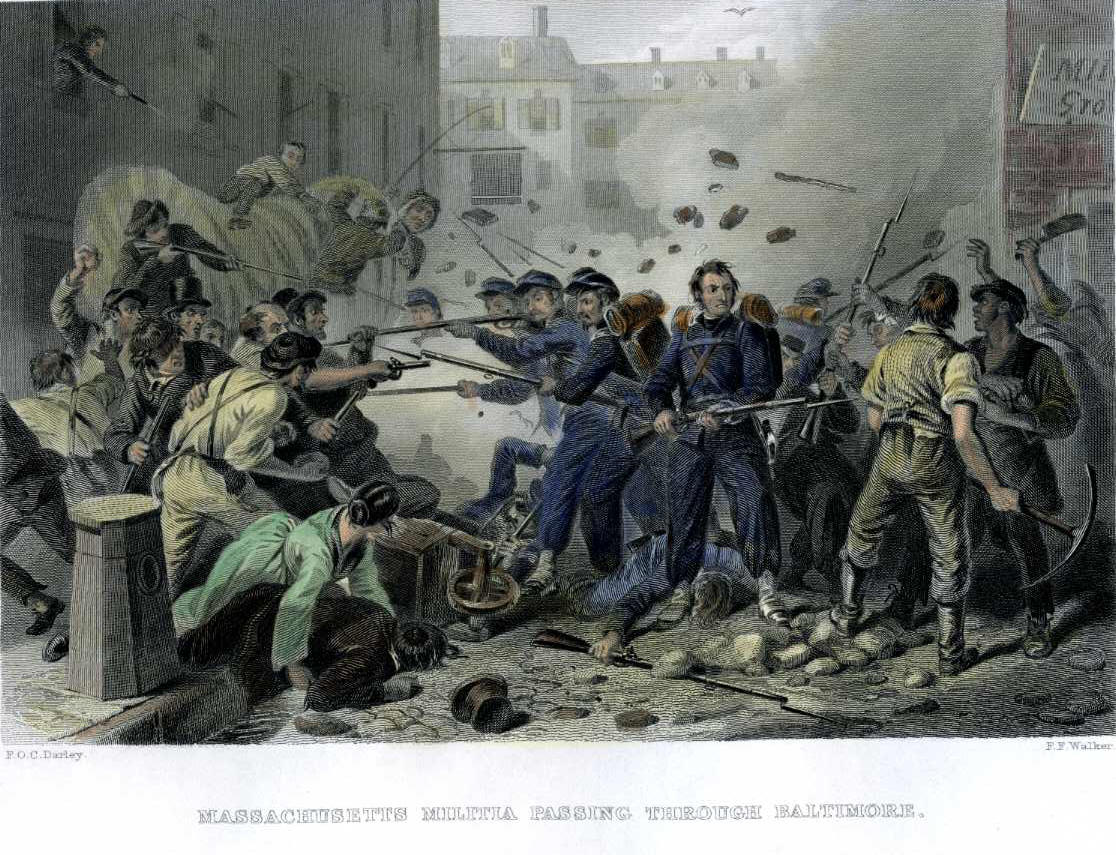
Нападение жителей Балтимора на федеральных военных (19 апреля)

После сецессии Виргинии осталось ещё некоторое количество колеблющихся штатов, судьба которых сложилась различно. Арканзас принял решение о сецессии 6 мая, Северная Каролина 20 мая, а Теннесси 6 июня. Но в Кентукки и Миссури общественное мнение раскололось. Кентукки объявил себя нейтральным штатом, то есть, фактически стал независимым без объявления сецессии, и теперь мог оказаться в состоянии войны и с Югом и с Севером. Это был абсурдный нейтралитет, который так и не стал реальным. В Теннесси произошло почти то же самое: штат объявил о сецессии по всем правилам, но решение было принято лишь незначительным перевесом голосов и не отражало настроения жителей. Штат раскололся в вопросе о войне, при этом западные округа оказались во враждебных отношениях с восточными. Жители Миссури тоже раскололись, но раскол прошёл не по географическим границам. Штат не объявлял сецессии, только выразил симпатии Югу, но это сразу же привело к гражданской войне внутри самого штата. В итоге он не оказался на чьей-либо стороне в этой войне. Штат Делавэр считался рабовладельческим, но географически был расположен так, что был со всех сторон окружен союзными штатами, поэтому он не имел никакой возможности отделиться от Союза.
В Виргинии население западных округов было недовольно решением о сецессии и стало обсуждать возможность отделения от Виргинии в отдельный штат, но вопрос решался медленно: население не хотело как распада Союза, так и распада Виргинии. 13 мая собрался конвент в Уилинге, который не признал сецессии Виргинии, но не решился объявить о создании нового штата. Обстановка зависла в неопределённости вплоть до введения федеральной армии (начала Западновиргинской кампании).
Особо важное значение имела позиция Мэриленда, который своей территорией окружал столицу северян Вашингтон и в случае перехода на сторону Конфедерации мог отрезать его от Союза. Губернатор Хикс сначала хотел объявить о нейтралитете штата. В Мэриленде были сильны симпатии к Виргинии, и правительство штата протестовало против использования своей территории федеральной армией, 19 апреля балтиморские мятежники напали на шедший в Вашингтон 6-й Массачусетский полк ополчения, в ночь с 19 на 20 апреля сожгли железнодорожные мосты в Балтиморе и перерезали телеграфные провода, тем самым изолировав не только Балтимор, но и Вашингтон от Союза, но настроения постепенно менялись. Нападения южан на железную дорогу Балтимор-Огайо способствовали повороту общественного мнения в пользу Союза. Для восстановления связи с Вашингтоном в Аннаполисе 21 и 22 апреля высадилось два полка северян (8-й Массачусетский полк под командованием Батлера и 7-й Нью-Йоркский полк), 7-й Нью-Йорский полк 25 апреля первым пришел в Вашингтон по новому маршруту, а 13 мая после подхода подкреплений генерал Батлер вошёл в Балтимор, занял форт Федерал-Хилл и не встречая сопротивления взял город под контроль. Позиции юнионистов усилились, и губернатор Хикс объявил о наборе четырёх мэрилендских полков для службы в федеральной армии. К июню 1861 года общество Мэриленда в основном уже было на стороне севера. Общество Мэриленда было расколото, но раскол не был столь явным, как в Миссури, поэтому в годы войны обстановка в штате была в основном спокойной.
Сторонников Юга было довольно много и в северных штатах, но они не создавали особых проблем федеральным властям. Выборы 1864 года, когда фактически решалось, продолжать войну или признать Южные штаты, показали, что сторонники войны обладают лишь небольшим большинством (2216067 против 1808795). Историк Джордж Эгглстон обращал внимание, что при всей популярности Линкольна, при всём влиянии и административном ресурсе правительства, решение о продолжении войны было принято перевесом всего в 10 % голосов.

## Боевые действия

### Сражения 1861 года

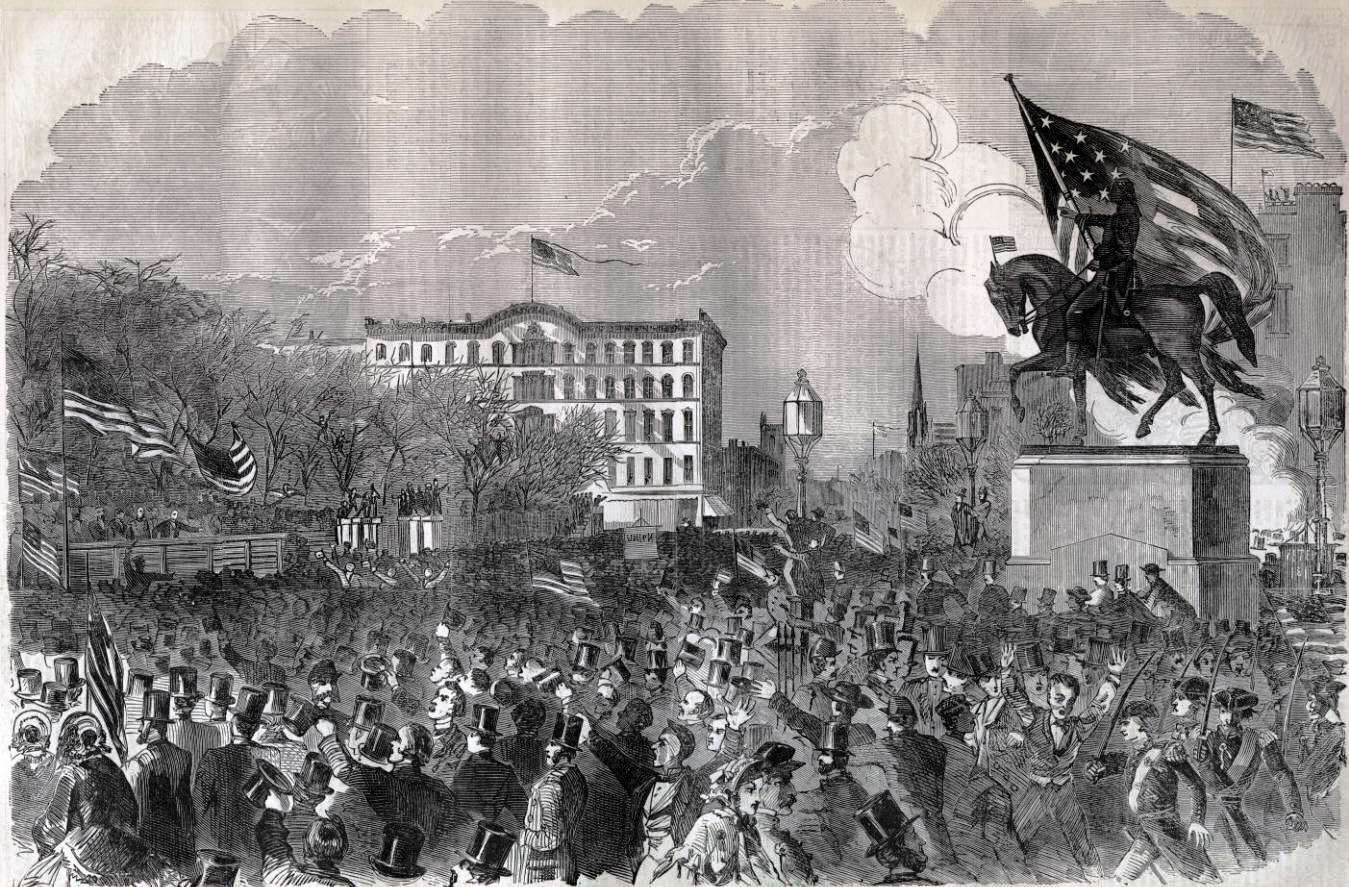
Митинг 20 апреля 1861 в поддержку декларации Линкольна о наборе добровольцев

Боевые действия начались 12 апреля 1861 года сражением за форт Самтер в бухте Чарлстон, который после 34-часового обстрела конфедератами был вынужден им сдаться. В ответ Линкольн объявил южные штаты в состоянии мятежа, провозгласил морскую блокаду их побережья и издал прокламацию о наборе 75 тыс. добровольцев в армию. Прокламация о создании крупной по тем временам федеральной армии и наборе солдат повлияла на позицию колеблющихся штатов: Виргиния, Северная Каролина и Теннесси проголосовали за сецессию.
Север и Юг призвали добровольцев в армию и первое время желающих было даже больше, чем требовалось. Однако первоначальный энтузиазм добровольцев очень быстро спал, из-за чего обеим воюющим сторонам пришлось вводить законы об обязательном призыве. В апреле 1861 года Юг объявил о призыве в армию лиц в возрасте 18 — 35 лет, исключая темнокожих, чиновников и священников. В июле аналогичный закон был издан на Севере. Кроме этого, в армию Севера вступило множество иммигрантов: 177 тыс. из Германии и 144 тыс. из Ирландии.
Первым боевым столкновением гражданской войны, в котором имелись погибшие, считается бой при Фэрфакс-Кортхаус в Виргинии 1 июня 1861 года.

#### Манасасская кампания
16 июля федеральная армия выступила из Вашингтона и 18 июля встретилась с Потомакской армией Юга у реки Булл-Ран. Произошла перестрелка между двумя пехотными бригадами, известная как Сражение при Блэкбернс-Форд. Пока федеральный главнокомандующий продумывал дальнейшие шаги, к Потомакской армии присоединилась армия Шенандоа и 21 июля 1861 года произошло Первое сражение при Булл-Ран. Плохо обученные войска северян, перейдя ручей Булл-Ран, атаковали южан, но были вынуждены начать отступление, превратившееся в бегство. Опасаясь перехода на сторону Юга ещё трёх рабовладельческих штатов, Конгресс США 25 июля 1861 года принял Резолюцию Криттендена-Джонсона, объявляющую целью войны спасение Союза и требующую от правительства не предпринимать действий против института рабства.
К осени на восточном театре военных действий Союз располагал хорошо вооружённой армией под начальством генерала Джорджа Макклеллана, ставшего с 1 ноября главнокомандующим всеми армиями. Макклеллан оказался бездарным военачальником, часто избегал активных действий. 21 октября его части были разбиты у Бэллс-Блаффа недалеко от американской столицы. Гораздо успешнее осуществлялась блокада морского побережья Конфедерации. Одним из её следствий был захват 8 ноября 1861 года британского парохода «Трент», на борту которого находились эмиссары южан, что поставило США на грань войны с Великобританией.
| Генералы армии Севера                                                                              |
| -------------------------------------------------------------------------------------------------- |
| - Джордж Макклелан - Джозеф Хукер - Эмброуз Бернсайд - Оливер Ховард - Джон Рейнольдс - Джордж Мид |

#### Борьба за Западную Виргинию
Одной из первых кампаний гражданской войны стала борьба за западную Виргинию. После сецессии Виргинии в апреле 1861 года её западные округа не признали этого шага, но и не решились объявить об отделении от штата. 23 мая решение о сецессии Виргинии было официально объявлено, и уже 24 мая генерал Джордж Макклеллан приказал ввести в западные округа федеральную армию. Сопротивление оказал лишь небольшой отряд виргинской армии: 3 июня он был разбит в сражении при Филиппи, а 11 июля Макклелан разбил их при Рич-Маунтин, после чего его вызвали в Вашингтон и назначили командующим Потомакской армией. Место Макклелана занял Уильям Роузкранс. В сентябре южане попытались нанести контрудар силами, которыми командовал генерал Ли, однако в сражении при Чит-Маунтин им не удалось добиться успеха. К декабрю 1861 года западная Виргиния была почти полностью под контролем федеральной армии.

#### Действия на море в 1861 году
В начале Гражданской войны основной состав американского военно-морского флота остался лоялен федеральному правительству, и большая часть военных кораблей также находилась на базах, контролируемых северянами. Это позволило федеральному правительству в самом начале конфликта установить блокаду побережья Юга, закрыв их порты для иностранных торговых кораблей.
Блокада побережья, сначала ещё слабая, но постепенно усиливавшаяся, была особенно пагубна для Конфедерации. Прерывание экспорта нанесло Югу сокрушительный экономический удар, поскольку практически все денежные средства правительство Конфедерации выручало от вывоза и продажи хлопка в Европе. Хлопок являлся практически единственным экспортным продуктом Конфедерации, единственным товаром, продажа которого могла приносить денежные средства. Блокада привела к
снижению экспорта хлопка на 95 %, с 10 миллионов тюков хлопка за 1858-1860-й до примерно 500 тысяч в период за 1861—1865. Крайне тягостным для Юга оказалось и прерывание импорта, поскольку южные штаты имели очень слабо развитую промышленность, и не могли самостоятельно снабжать и вооружать свою армию и флот. Конфедерация чрезвычайно зависела от поставок промышленных изделий из Европы. С установлением блокады иностранные товары и военное снаряжение могли ввозиться на юг только контрабандой и только в небольших количествах, поскольку корабли, использовавшиеся для прорыва блокады, имели небольшую грузоподъёмность, принесенную в жертву скорости. Для этого на борту блокадопрорывателей даже не устанавливались пушки, что делало их захват федеральным флотом трудным, но вполне безопасным делом, если удавалось их догнать. Быстроходные пароходы-блокадопрорыватели, действующие из европейских колоний в Карибском море, по ночам пробирались мимо блокадных эскадр северян, доставляя грузы в порты южан. Огромный спрос на дефицитные европейские товары и сопутствующий рост цен делал прорыв блокады чрезвычайно выгодным бизнесом. Однако капитаны блокадопрорывателей, действуя из соображений личной выгоды, предпочитали ввозить, как правило, не военное снаряжение для конфедеративного правительства, а более прибыльные потребительские товары и предметы роскоши для продажи населению.
Помимо блокады побережья федеральный флот также оказывал содействие федеральной армии в боевых операциях у побережья. Наиболее значимой военно-морской акцией в 1861 году стало взятие эскадрой коммодора Самуэля Дю Понта укреплённого пролива Порт-Роял 3-7 ноября 1861 года. Подавив сопротивление береговых фортов, корабли северян заставили гарнизон конфедератов отступить без боя; эта операция дала федеральному флоту надёжный опорный пункт на территории южных штатов.
Не имея возможности сражаться с федеральным флотом в море, южане попытались сделать ставку на качественно новые технические решения и начали строительство нескольких крупных броненосцев в захваченных военно-морских арсеналах Норфолка и Пенсаколы (а также в Новом Орлеане). При помощи броненосцев южане надеялись добиться превосходства над деревянным флотом северян. В конечном счёте этот план, однако, не привёл южан к успеху, так как северяне в ответ также начали строить свои броненосцы. Помимо этого, южане начали активно использовать для защиты своего побережья такие новинки военно-морской науки, как мины и таранные корабли.

### Сражения 1862 года
В 1862 году наибольшего успеха северяне добились на западном театре военных действий. В феврале-апреле армия генерала У. С. Гранта, захватив ряд фортов, вытеснила южан из Кентукки, а после тяжело доставшейся победы при Шайло очистила от них Теннесси. К лету был освобождён штат Миссури, и войска Гранта вошли в северные районы Миссисипи и Алабамы.
12 апреля 1862 года вошло в историю войны благодаря знаменитому эпизоду с угоном группой добровольцев-северян локомотива «Генерал», известному как Великая паровозная гонка.

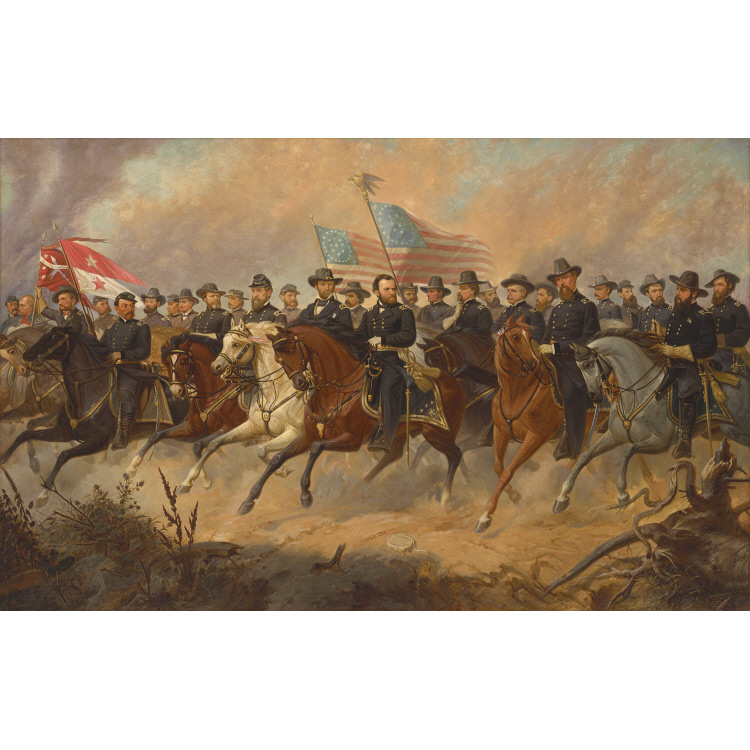
Оле Хансен Баллинг. «Грант и его генералы»

Большое значение имело взятие Нового Орлеана 25 апреля 1862 года, осуществлённое эскадрой северян под командованием коммодора Дэвида Фаррагута. В результате этого сражения южане лишились одного из крупнейших своих портов и судостроительных центров и были вынуждены уничтожить во избежание захвата противником находившиеся там недостроенные броненосцы. Северяне за счёт этой операции усилили своё присутствие в Мексиканском заливе, обрели надёжную базу для блокады оставшихся в руках конфедератов портов и — что было наиболее важно — захватили плацдарм в низовьях Миссисипи. Это позволило армии и флоту Севера в дальнейшем (в 1862—1863) организовать успешную наступательную кампанию и взять под контроль всё течение этой реки, лишив южан их важнейшей транспортной артерии и одновременно отрезав от Конфедерации расположенные к западу мятежные территории.

#### Кампания в долине Шенандоа
Весной генерал Макклеллан начал готовить наступление на Ричмонд с Верджинского полуострова, федеральная Вирджинская армия готовилась начать наступление с севера, а отряд Натаниеля Бэнкса в марте вошёл в долину Шенандоа. Оборона долины была поручена отряду Томаса Джексона численностью около 5 000 человек. После первого неудачного сражения Джексон отступил на юг по долине, затем атаковал и разбил один из отрядов северян. Около месяца Джексон накапливал силы, а затем снова атаковал Бэнкса и разбил один из его отрядов в сражении при Фронт-Рояль. Бэнкс начал отступать к Винчестеру. Джексон нагнал Бэнкса и 25 мая вновь разбил его в сражении при Винчестере. Президент Линкольн лично направил три армии на окружение Джексона в долине, но 1 июня Джексон ускользнул на юг.
2 июня две федеральные армии — Джона Фримонта (14 000 чел.) и Джеймса Шилдса (10 000 чел.) — направились на юг по долине, преследуя Джексона, который отступил в Порт-Репаблик. 8 июня Ричард Юэлл остановил наступление Фримонта у Кросс-Кейс, а 9 июня Джексон атаковал и разбил Шилдса у Порт-Репаблик. На этом кампания завершилась: федеральная армия ушла на север, а Джексон 18 июня ушёл к Ричмонду на соединение с армией генерала Ли.

#### Кампания на полуострове
На востоке Макклеллан был послан в наступление на Ричмонд. Началась так называемая «Кампания на полуострове». Макклеллан рассчитывал использовать численное превосходство и тяжёлую артиллерию, чтобы выиграть войну за одну кампанию, не нанося ущерба мирным жителям и не доводя дело до освобождения негров.
Более 100 тыс. солдат федеральной армии высадились на виргинском побережье, однако южанам, несмотря на неравенство сил, удалось задержать противника на целый месяц в сражении при Йорктауне. 4 мая 1862 года Йорктаун был сдан. Южане медленно отступали, а Ричмонд готовился к эвакуации. Генерал Джонстон решил атаковать противника и разбить один его изолированный корпус, однако в сражении при Севен-Пайнс этой цели достичь не удалось — сам Джонстон был ранен, и командование перешло к генералу Роберту Ли.
Когда Роберт Ли принял командование армией, генерал Джексон как раз завершил кампанию в долине Шенандоа и был готов идти на Вашингтон, но Ли вызвал его к Ричмонду. 23 июня командиры армии Юга встретились и обсудили план предстоящего наступления. Было решено атаковать противника на позициях к северу от реки Чикахомини. Последовавшая за этим серия сражений вошла в историю под названием Семидневная битва. 26 июня 1862 года армия Ли начала наступление. Сражение на реке Бивер-Дам-Крик в целом пошло неудачно для южан, но командование Потомакской армии было встревожено активностью противника и решило отвести армию ближе к базам. 27 июня Ли атаковал отступающую армию и навязал успешное для Юга сражение при Геинс-Милл. Вслед за этим Ли задумал атаковать отступающую, разбросанную по дорогам армию Макклелана у Глендейла, однако из-за несогласованности действий сражение при Глендейле пошло неудачно. Это был единственный момент за всю войну, когда у Ли возник шанс полностью уничтожить Потомакскую армию, и этот шанс был упущен. 1 июля 1862 года южане снова атаковали противника у Малверн-Хилл. Нескоординированная атака южанами сильных позиций противника привела к тяжёлым потерям, но несмотря на это, отступление федеральной армии стало необратимым.

#### Северовирджинская кампания
После неудач Макклелана на Вирджинском полуострове президент Линкольн назначил генерала Джона Поупа командующим только что сформированной Вирджинской армией. Армия должна была защищать Вашингтон и долину Шенандоа, а также отвлечь противника от армии Макклелана на полуострове. Генерал Ли сразу же перебросил на север армию Джексона, который решил попробовать разбить Вирджинскую армию по частям, но после сражения у Кедровой горы отказался от этого плана. 15 августа Ли прибыл в район боевых действий. Генерал Джексон совершил обход правого фланга Поупа, чем заставил его отступать на север. Ему удалось втянуть Поупа во Второе сражении при Булл-Ран (29-30 августа), в котором федеральная Вирджинская армия была разбита и отступила на север. Президент настаивал на повторной атаке, но Джексон снова обошёл фланг Поупа с целью отрезать его от Вашингтона. Это привело к сражению при Шантильи. Джексону не удалось достичь своих целей, однако и Поуп вынужден был отменить все наступательные мероприятия, чтобы отвести армию за укрепления Вашингтона.

#### Мэрилендская кампания

Сражение при Энтитеме. Наступление Железной бригады. Худ. Туре де Тулструп

4 сентября 1862 года армия генерала Ли вступила в Мэриленд, намереваясь в ходе Мэрилендской кампании перерезать коммуникации федеральной армии и изолировать Вашингтон. 7 сентября армия вошла в город Фредерик, где Ли рискнул разделить армию на части. По чистой случайности приказ с планом наступления («Специальный приказ 191») попал в руки главнокомандующего федеральной армией генерала Макклелана, который незамедлительно бросил Потомакскую армию в атаку на разбросанную по Мэриленду армию Ли. Южане начали отступать к Шарпсбергу. В сражении у Южной Горы они сумели задержать противника на день. Между тем, 15 сентября генерал Томас Джексон взял Харперс-Ферри, захватив его 11-тысячный гарнизон и значительные запасы снаряжения. Он сразу же начал перебрасывать свои дивизии под Шарпсберг.
17 сентября у Шарпсберга 40-тысячная армия Ли была атакована 70-тысячной армией Макклелана. В ходе этого «самого кровавого дня» войны (известного как Сражение при Энтитеме) обе стороны потеряли 4 808 человек убитыми, 18 578 человек было ранено. Сражение закончилось вничью, но Ли предпочёл отступить. Он отвёл армию за Потомак, планируя повторно вторгнуться в Мэриленд. Однако 19 сентября корпус Фицджона Портера атаковал его арьергарды у Шепардстауна. Поверив донесению генерала Пендлтона, Ли решил, что Макклелан начал преследование, и отменил повторное вторжение в Мэриленд.
Вашингтонская администрация требовала от Макклелана перейти в решительное контрнаступление, однако к началу октября федеральная армия все ещё стояла в лагерях севернее Потомака. 10-12 октября генерал-южанин Джеб Стюарт осуществил свой второй рейд вокруг Потомакской армии, захватив много продовольствия и снаряжения. Федеральная кавалерия не смогла ему воспрепятствовать. После этого рейда президент окончательно потерял доверие к Макклелану — генерал был смещён, его место занял Эмброуз Бернсайд.

#### Кентуккийская кампания
Между тем летом федеральные армии успешно наступали на Западе. Огайская армия Дона Карлоса Бьюэлла начала операции по захвату теннессийского города Чаттануга. Для противодействия Бьюэллу в Теннесси была переведена Миссисипская армия Брэкстона Брэгга. Брэгг решил атаковать Бьюэлла силами своей армии и армии Эдмунда Кирби Смита. Прежде всего требовалось ликвидировать федеральный отряд, захвативший ущелье Камберленд-Гэп. Кирби Смит решил войти в Кентукки и отрезать федеральный отряд в ущелье от коммуникаций. Этот манёвр вынудил Брэгга также вторгнуться в Кентукки, чтобы не дать Бьюэллу возможности напасть на Смита. 29 августа армия Смита разбила федеральный отряд в сражении при Ричмонде и вскоре вошла в Лексингтон. Армия Брэгга, перейдя Камберлендское плато, захватила Манфордвилл, тем самым перерезав сообщение Огайской армии северян с базами в Луисвилле.
Но удачное для южан начало кампании не получило развития. Брэггу было нечем прокормить армию в Манфордвилле, поэтому он ушёл к Бардстауну, позволив Бьюэллу беспрепятственно отступить к Луисвиллу. Также не оправдались надежды Брэгга на массовый приток добровольцев-жителей штата. Чтобы решить эту проблему, Брэгг решил создать в Кентукки лояльное Конфедерации правительство, но инаугурация нового президента, назначенная на 4 октября, была сорвана внезапным наступлением Огайской армии.
Брэггу удалось сконцентрировать свою армию у Перривиля и нанести сильный удар по Огайской армии в сражении при Перривилле, но даже несмотря на этот успех, Брэгг стал сомневаться в удачном исходе кампании и принял решение отступить в Ноксвилл.
Подобно Мерилендской кампании Роберта Ли, Кентуккийская кампания Брэгга сделала весьма вероятной вмешательство европейских стран и увеличила шансы Конфедерации на победу, но отступление Брэгга из Кентукки и Ли из Мэриленда сделало подобное развитие событий невозможным.

#### Фредериксбергская кампания
Конец года сложился для северян неудачно. Бернсайд начал новое наступление на Ричмонд, но был остановлен армией генерала Ли в сражении при Фредериксберге 13 декабря. Превосходящие силы федеральной армии были наголову разбиты, потеряв убитыми и ранеными в два раза больше противника. Бернсайд провёл ещё один неудачный манёвр, известный как «Грязевой марш», после чего был отстранён от командования.

#### Действия на море в 1862 году

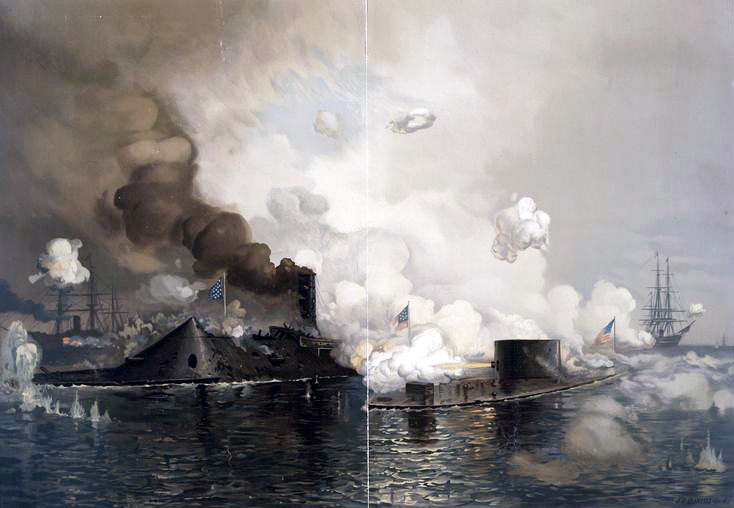
«Монитор» против «Виргинии»

Действия на море в 1862 году ознаменовались первым в истории морским сражением с участием броненосных кораблей. Захватив Норфолк, южане подняли остов крупного парового фрегата «Мерримак», затопленного северянами во избежание захвата, и перестроили его в броненосец CSS Virginia. 8 марта броненосец атаковал федеральную эскадру на Хэмптонском рейде, потопив без особых затруднений два больших парусных шлюпа. Но когда на следующий день «Вирджиния» вновь атаковала флот северян, она была встречена федеральным башенным броненосцем USS Monitor. Сражение между броненосцами длилось несколько часов и завершилось в общем-то вничью — оба бронированных корабля оказались неспособны уничтожить друг друга. Однако оно ясно продемонстрировало неспособность старых деревянных кораблей противостоять броненосцам и ознаменовало начало эры броненосцев в военном кораблестроении.
В апреле 1862 года федеральная эскадра под командованием Дэвида Глазго Фаррагута захватила Новый Орлеан в результате успешного прорыва в устье Миссисипи мимо фортов Джексон и Сен-Филип. Хотя южане имели достаточно хорошие начальные позиции, слабая координация действий между конфедеративными армией, флотом и ополчением штата сделали их оборону бессистемной и неэффективной. С падением Нового Орлеана южане лишились одного из крупнейших своих портов и судостроительных центров, а северяне взяли под контроль низовья Миссисипи — важнейшей транспортной артерии Конфедерации — и усилили своё присутствие в Мексиканском заливе.
С утратой последовательно Пенсаколы, Нового Орлеана, и затем — Норфолка, южане лишились всех своих основных судостроительных центров и были вынуждены отказаться от планов создания крупного флота. В то же время им удалось (под фиктивными предлогами) заказать в Британии и Франции некоторое количество быстроходных винтовых пароходов, которые снарядили как рейдеры для действий против торгового флота северян.

#### Прокламация об освобождении рабов
30 декабря 1862 года Линкольн подписал «Прокламацию об освобождении» рабов с 1 января следующего года. Свободными объявлялись рабы во враждебных Союзу штатах. Путь рабству на «свободные земли» Запада ещё раньше закрыл принятый в мае 1862 года гомстед-акт, предоставлявший каждой американской семье возможность получить земельный надел в 160 акров (64 га).
В глазах Европы прокламация об освобождении рабов кардинально изменила характер и цель войны: с этого момента борьба велась не за единство Союза, а за отмену рабства. До прокламации некоторые европейские страны были недовольны действиями Севера, в первую очередь — его блокадой портов южных штатов, парализовавшей торговлю Юга с Европой. Например, в Британии из-за прекращения поступления американского хлопка разорялась текстильная промышленность, сотни тысяч людей остались без работы. Англия и Франция собирались официально признать Конфедерацию независимой. Благодаря прокламации об освобождении рабов Линкольн завоевал симпатии европейских стран. Россия, за год до этого освободившая своих крепостных крестьян, также заняла доброжелательную позицию в отношении Союза.
| Генералы армии Юга                                                                                |
| ------------------------------------------------------------------------------------------------- |
| - Роберт Ли - Ричард Юэлл - Джеймс Лонгстрит - Эмброуз Хилл - Джексон «Каменная стена» - Джон Худ |

### Сражения 1863 года

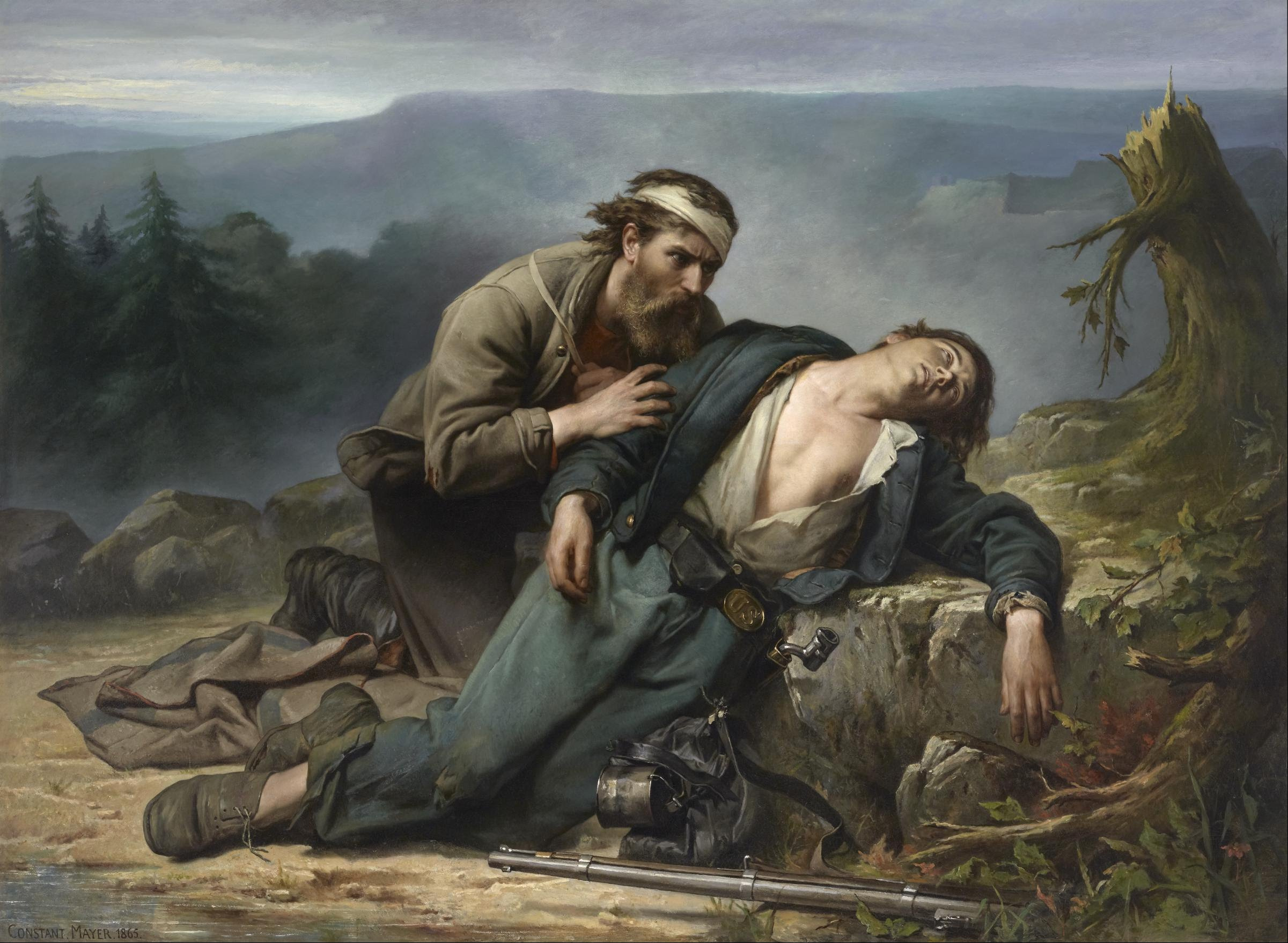
Констан Майер. «Признание: Север и Юг», 1865 г.

Кампания 1863 года стала в ходе войны переломной, хотя её начало было для северян неудачным. В январе 1863 года командующим федеральной армией был назначен Джозеф Хукер. Он возобновил наступление на Ричмонд, на этот раз избрав тактику маневрирования. Начало мая 1863 года ознаменовалось битвой при Чанселорсвилле, в ходе которой 130-тысячная армия северян потерпела поражение от 60-тысячной армии генерала Ли. Потери сторон составили: у северян 17 275, а у южан 12 821 человек убитыми и ранеными. В этом сражении был смертельно ранен генерал Т. Дж. Джексон, один из лучших полководцев Конфедерации, получивший за стойкость в бою прозвище «Каменная стена».

#### Геттисбергская кампания
Одержав очередную блестящую победу, генерал Ли решил предпринять решающее наступление на север, разбить Армию Союза в решительном сражении и предложить противнику мирный договор. В июне, после тщательной подготовки, 80-тысячная армия конфедератов переправилась через Потомак и вторглась на территорию Пенсильвании, начав Геттисбергскую кампанию. Генерал Ли обошёл Вашингтон с севера, планируя выманить армию северян и разбить её. Для армии Союза ситуация усугублялась тем, что в конце июня президент Линкольн сменил командующего Потомакской армией Джозефа Хукера на Джорджа Мида, не имевшего опыта управления большими силами.
Решающее сражение произошло 1-3 июля 1863 года при небольшом городке Геттисберге. Битва была исключительно упорной и кровопролитной. Южане стремились достичь решающего успеха, но и северяне, впервые защищавшие родную землю, проявили исключительное мужество и стойкость. В первый день сражения южанам удалось потеснить противника и нанести армии Союза тяжёлый урон, но их атаки на второй и третий день оказались безрезультатными. Южане, потеряв около 27 тыс. человек, отступили в Виргинию. Потери северян были немногим меньше и составили примерно 23 тыс. человек, поэтому генерал Мид не решился преследовать отступающего противника.

#### Виксбергская кампания
4 июля, на следующий же день, когда южане были разбиты при Геттисберге, на Конфедерацию обрушился второй страшный удар. На Западном театре боевых действий армия генерала Гранта в ходе Виксбергской кампании, после многодневной осады и двух неудачных штурмов осадила и заставила капитулировать крепость Виксберг. В плен сдалось около 25 тыс. южан. 8 июля солдаты генерала Натаниэля Бэнкса взяли Порт-Хадсон в Луизиане. Тем самым Север установил полный контроль над долиной реки Миссисипи, а Конфедерация оказалась расчленена на две части.

#### Сражения в Теннесси
В конце 1862 года командующим федеральной Кумберлендской армией на Западе был назначен генерал Уильям Роузкранс. В декабре он атаковал Теннессийскую армию Брэгга в сражении у Стоун-Ривер и заставил её отступить на юг, в укрепления вокруг Туллахомы. В июне-июле 1863 года в ходе манёвренной войны, известной как Туллахомская кампания, Роузкранс заставил Брэгга отступить ещё дальше, к Чаттануге. 7 сентября армия Брэгга вынуждена была оставить и Чаттанугу.
Заняв Чаттанугу, Роузкранс неосторожно предпринял наступление тремя разрозненными колоннами, что едва не привело к поражению. Осознав свою ошибку, он успел сконцентрировать армию и начал отступать к Чаттануге. В это время Брэгг, усиленный двумя дивизиями генерала Лонгстрита, решил атаковать его, отрезать от Чаттануги и, загнав в горы, уничтожить. 19-20 сентября в ходе сражения при Чикамоге армии Роузкранса был нанесён серьёзный урон, и всё же план Брэгга не осуществился — Роузкранс прорвался к Чаттануге. Брэгг начал осаду Чаттануги. В случае капитуляции северян в Чаттануге, последствия могли быть непредсказуемыми. Однако 23-25 ноября генерал Улисс Грант перебросил к городу подкрепления и в сражении у Чаттануги сумел разблокировать армию Роузкранца, а затем разбить армию Брэгга.

#### Кампания Бристоу

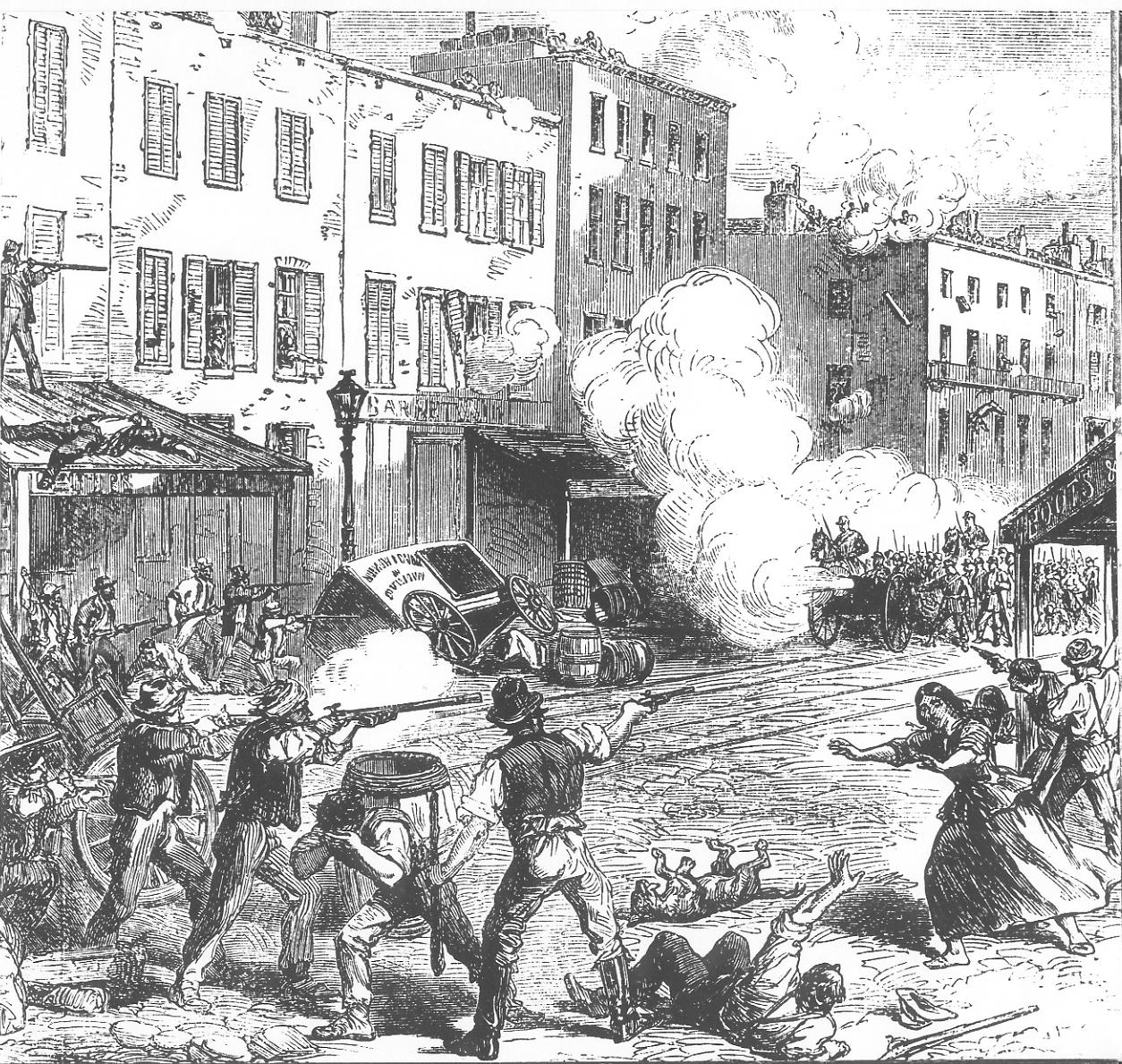
Антипризывные бунты в Нью-Йорке в 1863 г.

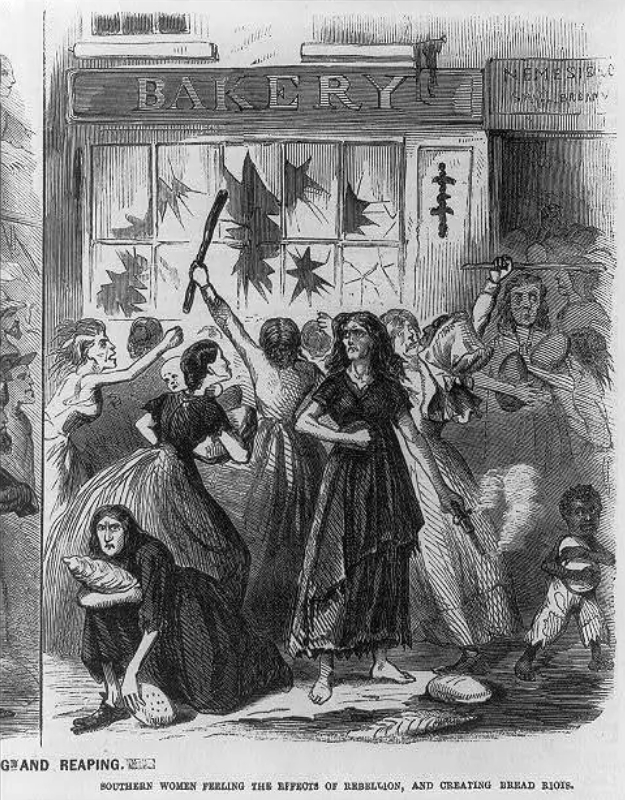
«Хлебный бунт» в Ричмонде, столице Конфедерации

Генерал Джордж Мид, командующий Потомакской армией, решил развить свой успех под Геттисбергом и предпринял серию манёвров с целью разбить Северовирджинскую армию генерала Ли. Однако Ли ответил обходным манёвром, который вынудил Мида отступить к Сентервиллю. Ли атаковал Мида у Бристо-Стейшен, но понёс тяжёлые потери и вынужден был отступать. Мид снова двинулся на юг и нанёс противнику тяжёлое поражение у Раппаханок-Стейшен 7 ноября, отбросив Ли за реку Рапидан. Помимо пехотных, при Оберне имели место несколько кавалерийских сражений: первое 13 октября и второе — 14 октября. За время кампании погибло 4 815 человек с обеих сторон.
После тяжелейших поражений кампании 1863 года Конфедерация лишилась шансов на победу, так как её людские и экономические резервы были исчерпаны. Отныне вопрос стоял лишь в том, сколько времени южане сумеют продержаться против неизмеримо превосходящих сил Союза.

#### Действия на море в 1863 году
В начале 1863 года конфедератам удалось ввести в строй несколько броненосцев, заложенных ранее. С их помощью южане рассчитывали нарушать блокаду и совершать вылазки против федерального флота. Однако к этому времени стало уже очевидно значительное превосходство мощной промышленности северян, организовавшей массовое строительство низкобортных башенных мониторов, канонерских лодок и винтовых корветов для федерального флота. Кроме того, уровень подготовки моряков и офицеров северян был намного выше, чем у южан. Ясной демонстрацией разницы в силах стало морское сражение у Ошшо-Саунд (в Вассавском проливе) 17 июня, в ходе которого два монитора северян всего за 15 минут принудили к капитуляции считавшийся сильнейшим броненосец южан CSS Atlanta.
В апреле 1863 года северяне попытались атакой с моря захватить Чарлстон (Южная Каролина) — крупнейший порт в распоряжении южан — однако их атака была отражена, а федеральные корабли получили значительные повреждения.
Несмотря на значительное превосходство северян в броненосных кораблях, их мониторы показали себя недостаточно эффективными против береговых батарей. Не желая отказываться от попыток установить контроль над Чарльстоном, северяне организовали ещё несколько атак, также завершившихся неудачно. Северянам удалось добиться частичного успеха, захватив в сентябре 1863 года форт Вагнер, контролировавший вход в гавань Чарльстона. Хотя сам город им взять не удалось, тем не менее с захватом форта Вагнер северяне смогли установить прочную блокаду гавани, полностью закрыв её для блокадопрорывателей.
Действия у Чарльстона ознаменовались первой в истории торпедной атакой против военного корабля — ночью 5 октября миноноска южан CSS «Давид» атаковала шестовой миной броненосец северян «Нью Айронсайдс», нанеся ему некоторые повреждения.
Блокада побережья Конфедерации в 1863 году существенно усилилась. Северяне ввели в строй множество новых военных кораблей — как специальной постройки, так и мобилизованных гражданских — и установили плотный контроль над побережьем юга, существенно осложнив действия блокадопрорывателей. Также флот северян начал интенсивные действия по захвату портов южан. В ответ на действия федерального флота южане прибегли к рейдерской войне против торгового судоходства северян. Приобретённые южанами в Европе быстроходные пароходы были тайно вооружены и укомплектованы экипажами из наёмников и добровольцев и использованы как крейсера на океанских коммуникациях северян. Наиболее известными из рейдеров оказались «Алабама» и «Флорида», захватившие каждый по несколько десятков торговых кораблей северян.

### Сражения 1864 года
В ходе войны произошёл стратегический перелом. План кампании 1864 года был разработан Грантом, возглавившим вооружённые силы Союза. Основной удар наносила 100-тысячная армия генерала У. Т. Шермана, начавшая в мае вторжение в Джорджию. Сам Грант возглавил армию, выступившую против соединений Ли на восточном театре. Одновременно было запланировано наступление в Луизиане.

#### Кампания Ред-Ривер
Первой кампанией года стала кампания Ред-Ривер, которая началась 10 марта. Армия генерала Бэнкса начала наступление вверх по реке Ред-Ривер, чтобы отрезать Техас от Конфедерации, но 8 апреля Бэнкс был разбит в сражении при Мансфилде и начал отступать. Ему удалось победить противника в сражении при Плезант-Хилл, но это уже не могло спасти кампанию. Провал кампании не оказал большого влияния на ход войны, но помешал федеральной армии взять весной порт Мобил.

#### Оверлендская кампания
4 мая 1864 года 118-тысячная армия Гранта вошла в лесной массив Глушь, встретила 60-тысячную армию южан, и началась кровопролитная Битва в Лесной Глуши. Грант потерял в сражении 18 тыс. человек, южане — 8 тыс., но Грант продолжил наступление и сделал попытку занять Спотсильвейни, чтобы отрезать Северовирджинскую армию от Ричмонда. 8-19 мая последовала Битва при Спотсильвейни, в которой Грант потерял ещё 18 тыс. человек, но не сумел сломить оборону конфедератов. Через две недели последовало сражение при Колд-Харборе, которое перетекло в своего рода окопную войну. Не сумев взять укреплённые позиции южан, Грант предпринял обход и вышел к Питерсбергу, приступив к его осаде, которая заняла почти год.

#### Атлантская кампания

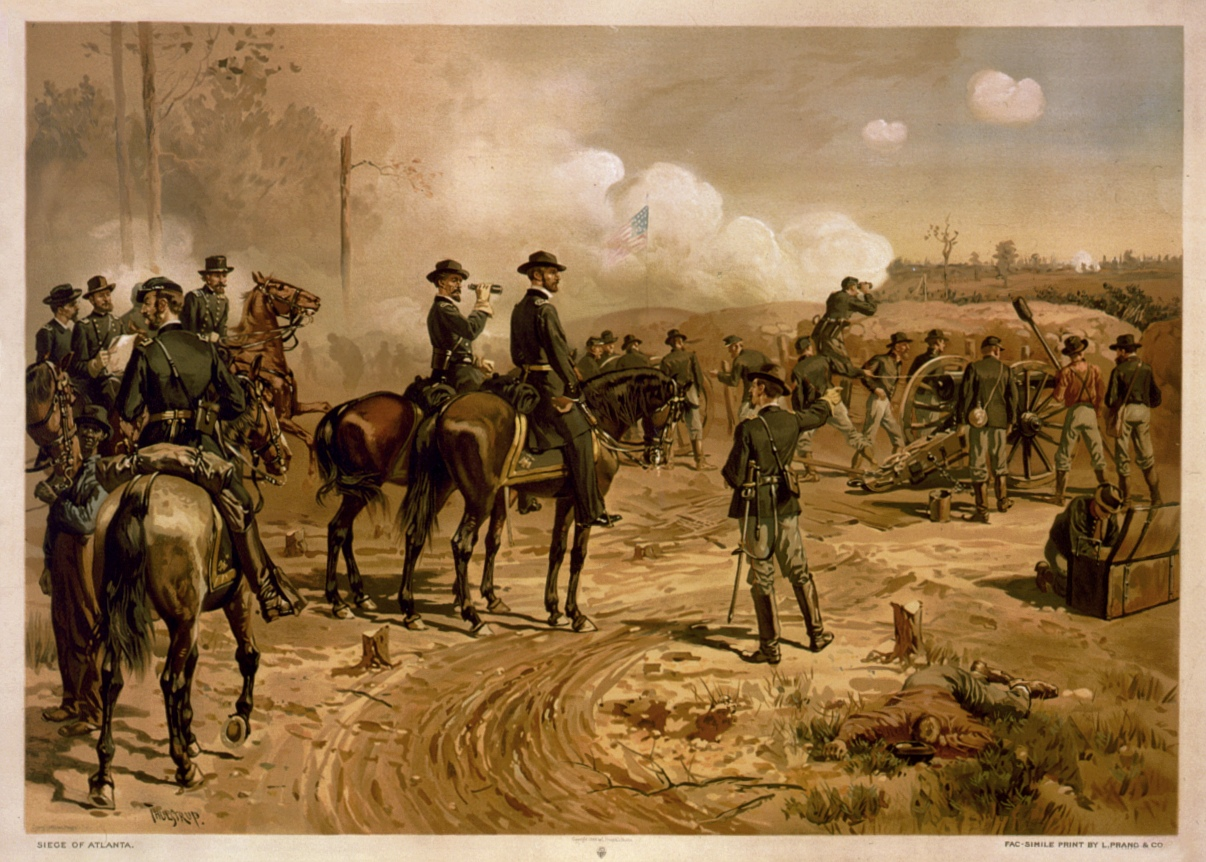
Осада Атланты

Одновременно с Оверлендской кампанией на востоке была начата кампания на западе, известная как Атлантская кампания. Войска генерала Шермана, воспользовавшись слабостью Теннессийской армии после сражения при Чаттануге, начали наступать на Атланту. Генерал Джонстон занимал удачные оборонительные позиции, но Шерману всякий раз удавалось обойти его с фланга и под угрозой окружения заставить отступить. 27 июня в сражении у горы Кеннесо Шерман сменил тактику и предпринял фронтальную атаку позиций противника, что привело к большим потерям в его армии. После этого сражения Джонстон был отстранён от командования и на его место был назначен Джон Белл Худ.
Наконец, после 4 месяцев ожесточённых боёв, федеральная армия 2 сентября вошла в оставленную конфедератами Атланту. Генерал Худ совершил марш в тыл армии Шермана, надеясь отвлечь её на северо-запад, однако Шерман 15 ноября прекратил преследование и повернул на восток, начав свой знаменитый «марш к морю», приведший его к Саванне, которая была взята 22 декабря 1864 года.

#### Франклин-нэшвиллская кампания
После начала «марша к морю» генерал Худ решил нанести удар по армии генерала Томаса и разбить её по частям. В битве при Франклине южане понесли тяжёлые потери, не сумев уничтожить армию генерала Скофилда. Встретив основные силы противника у Нэшвилла, Худ решился на осторожную оборонительную тактику, однако в результате ряда просчётов командования битва при Нэшвилле 16 декабря привела к разгрому Теннессийской армии, которая практически перестала существовать.
Военные успехи сказались на исходе президентских выборов 1864 года. Линкольн, выступавший за заключение мира на условиях восстановления Союза и запрещения рабства, был переизбран на второй срок.

#### Осада Петерсберга
Осада Петерсберга — финальная стадия Гражданской войны в Америке, серия сражений вокруг города Петерсберг (штат Виргиния), которые длились с 9 июня 1864 года по 25 марта (по другим данным по 3 апреля) 1865 года.

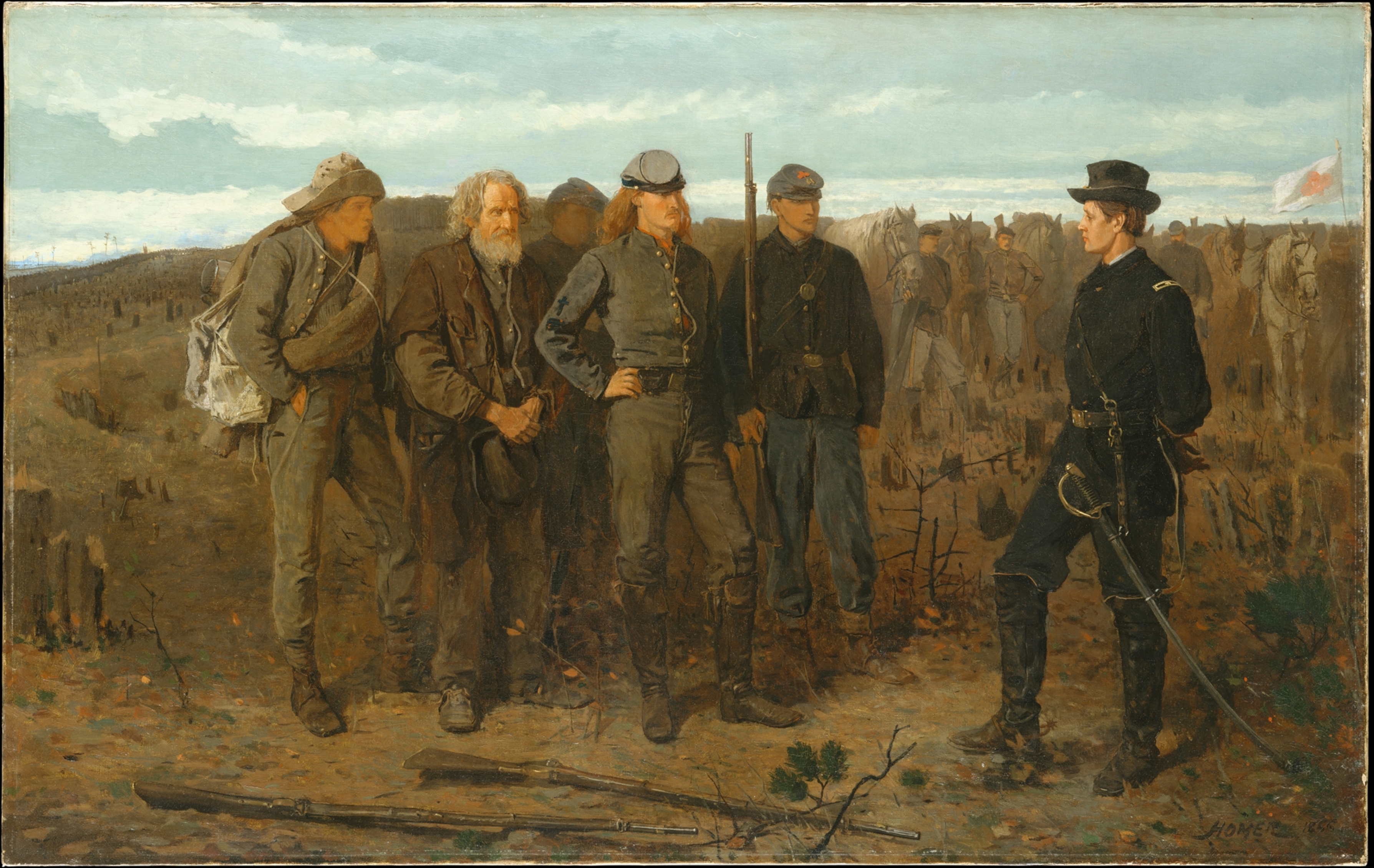
Хомер Уинслоу. «Пленные с фронта», 1866 г.

После принятия командования Грант избрал своей стратегией постоянное, непрерывное давление на своего противника, не считаясь ни с какими жертвами. Несмотря на возрастающие потери он упрямо продвигался на юг, с каждым шагом приближаясь к Ричмонду, но в сражении при Колд-Харборе генерал Ли сумел его остановить. Не сумев взять позиции противника, Грант нехотя отказался от своей стратегии «не маневрировать» и перебросил свою армию под Петерсберг. Ему не удалось захватить город с налёту, он был вынужден согласиться на долгую осаду, но и для генерала Ли ситуация оказалась стратегическим тупиком — он фактически попал в капкан, не имея никакой свободы манёвра. Боевые действия свелись к статичной окопной войне. Осадные линии федеральной армии были прорыты к востоку от Петерсберга, и оттуда они медленно тянулись на запад, перерезая одну дорогу за другой. Когда пала Бойдтонская дорога, Ли был вынужден покинуть Петерсберг. Таким образом, осада Петерсберга представляет собой множество локальных сражений — позиционных и манёвренных, целью которых было захват и удержание дорог, или захват и удержание фортов или отвлекающие манёвры.
В этот период войны массово применялись «цветные отряды», набранные из негров, которые понесли тяжёлые потери в сражениях, особенно в «бою у Воронки» и сражении при Чаффинс-Фарм.

#### Действия на море в 1864 году
В начале 1864 года, произошло ещё одно знаковое событие в истории войны на море; 17 февраля, конфедеративная подводная лодка H. L. Hunley успешно атаковала и потопила винтовой корвет северян «Хаусатоник». Это была первая в истории успешная атака подводной лодки (впрочем, завершившаяся гибелью и самой субмарины).
Усиление флота северян в 1864 году привело к тому, что военно-морские силы Конфедерации окончательно отказались от попыток прорыва блокады, целиком сосредоточившись на береговой обороне. Им удалось, однако, осуществить успешную наступательную операцию при помощи небольшого броненосца CSS Albemarle, и на несколько месяцев установить контроль над одноимённым мелководным заливом Однако 28 октября 1864 года «Албемарл» был потоплен в результате храброй атаки минного катера федералистов, и северяне восстановили свой контроль над заливом.
Наиболее крупным событием на море в 1864 году стала битва за залив Мобил 2-23 августа. Мобил был последним оставшимся портом южан в Мексиканском заливе, и его захват имел стратегическое значение для пресечения действий блокадопрорывателей. Эта задача была успешно выполнена эскадрой адмирала Дэвида Фаррагута, которая преодолела минно-артиллерийскую позицию южан на входе в залив, разгромила защищавшую Мобил эскадру конфедератов и принудила к капитуляции крупный броненосец CSS Tennessee.
На океанских коммуникациях крейсера южан нанесли ощутимый (но не значительный) урон морской торговле северян. Однако в июне 1864 года наиболее знаменитый рейдер южан — «Алабама» — был потоплен федеральным корветом «Кирсэйдж» в сражении около французского порта Шербур. В октябре 1864 года другой знаменитый рейдер — «Флорида» — был захвачен федеральными кораблями в бразильском порту Байя. Нарушение бразильского суверенитета в ходе этой военно-морской операции повлекло за собой ухудшение отношений между федеральным правительством и Бразильской Империей.

### Сражения 1865 года

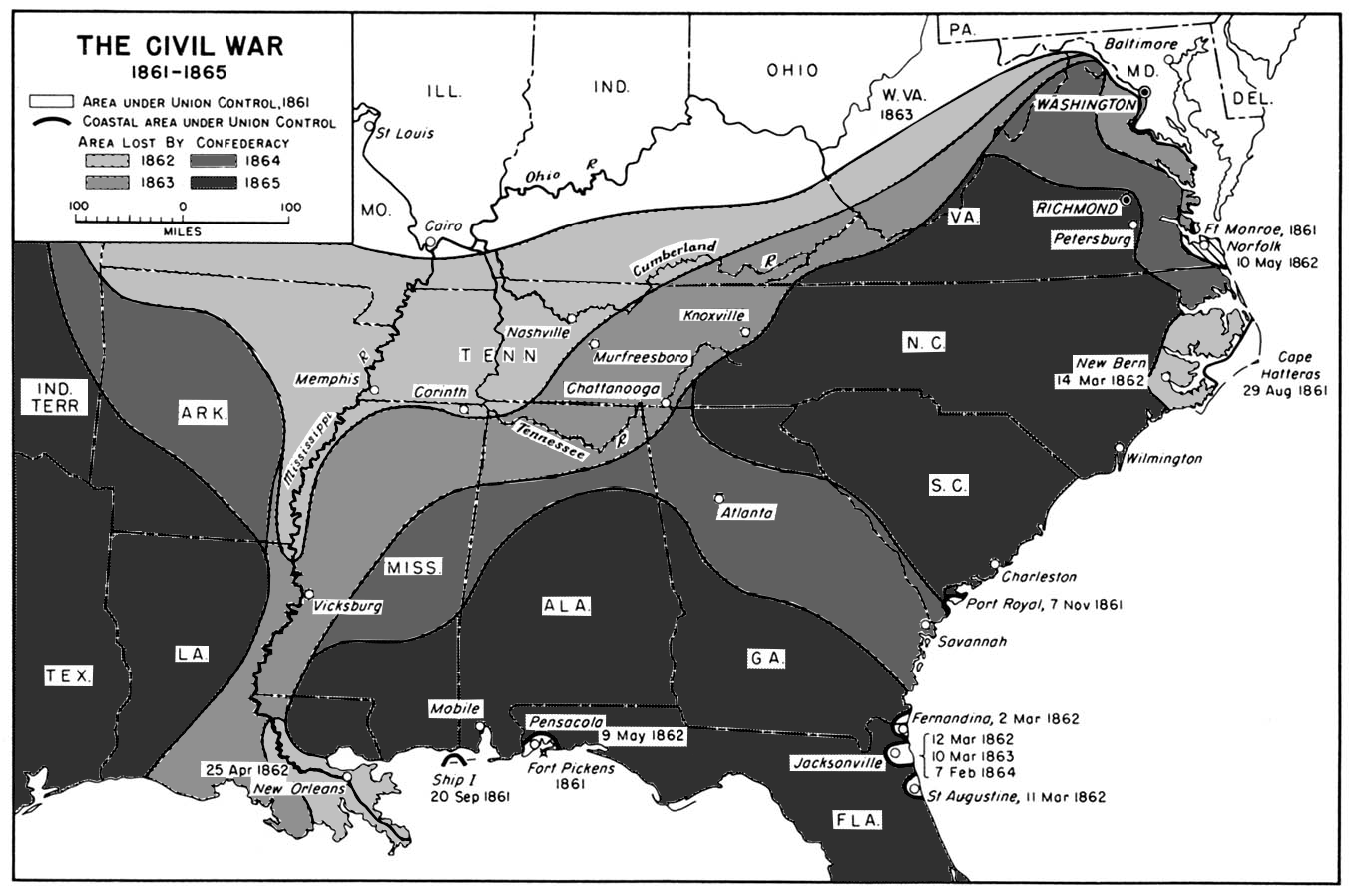
Карта территориальных потерь Конфедерации в ходе войны

#### Марш Шермана к морю
Шерман выступил из Атланты 15 ноября 1864 года в направлении Саванны. При этом у северян возникала проблема охранения коммуникаций от нападений вражеских отрядов. Шерман решил эту проблему необычным и радикальным образом, отказавшись от всяких линий снабжения и приказав войскам самим снабжать себя продовольствием за счёт конфискованных у местного населения припасов. 21 декабря 1864 была захвачена Саванна.
1 февраля армия Шермана выступила из Саванны на север для соединения с основными силами Гранта. Продвижение через Южную Каролину, сопровождавшееся нанесением ей значительного ущерба, завершилось взятием 18 февраля Чарлстона. Через месяц армии Союза встретились в Северной Каролине.

#### Аппоматтоксская кампания и финал войны

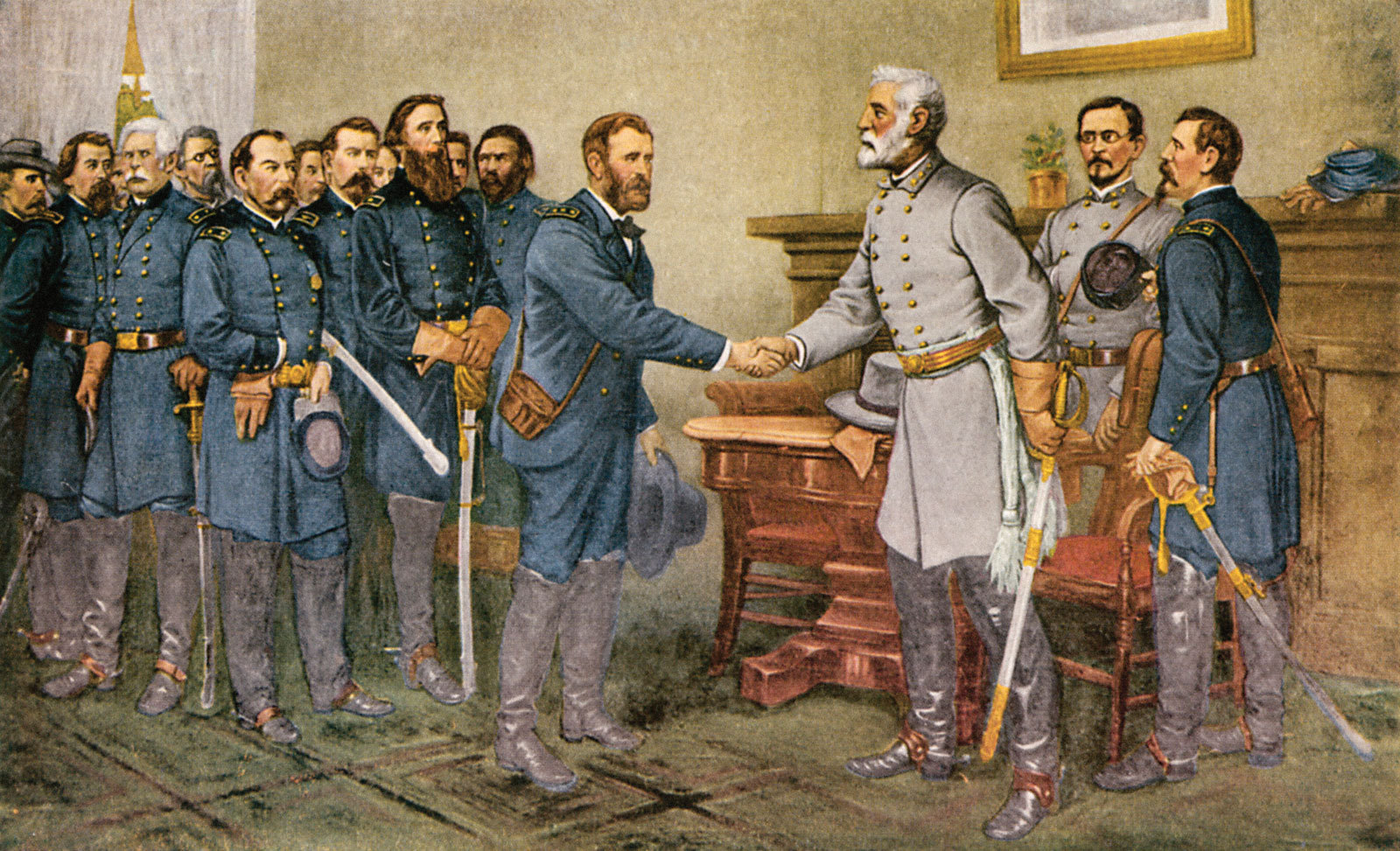
Томас Наст. «Генерал Ли сдаётся генералу Гранту», 1865 г.

К весне 1865 года Грант располагал армией в 115 тыс. человек. У Ли оставалось всего 54 тыс. человек, и после неудачного сражения при Файв-Фокс (1 апреля) он решил оставить Питерсберг, а 2 апреля эвакуировать Ричмонд. Отступавшие с боями остатки армии южан были окружены федеральной армией и 9 апреля 1865 года сдались Гранту у Аппоматтокса. После ареста 10 мая Дж. Дэвиса и членов его правительства Конфедерация прекратила своё существование. 12-13 мая произошло Сражение у ранчо Пальмито — последнее сражение гражданской войны (выигранное южанами, однако бессмысленное ввиду общего поражения Конфедерации).

#### Действия на море в 1865 году
К началу 1865 года военные действия на море практически завершились. К этому времени федеральная блокада настолько усилилась, что блокадопрорыватели больше не могли пробираться в порты южан, к тому же большинство из них были захвачены северянами. Тем самым Конфедерация была окончательно отрезана от Европы и лишена снабжения, крайне необходимого Конфедерации ввиду отсталости промышленности на Юге. Определённую роль в этом сыграло и само правительство Конфедерации, запретившее в конце 1864 года ввоз предметов роскоши, которые владельцы блокадопрорывателей продавали на Юге по спекулятивным ценам. Но эта запоздалая мера лишь подорвала бизнес владельцев блокадопрорывателей, сделав прорыв блокады невыгодным делом, при том, что в этот период опасность захвата или потопления судна федеральным флотом возросла многократно.
Последней масштабной операцией на море за время войны стала амфибийная высадка против форта Фишер, под Уилмингтоном. Этот порт был последним, в который ещё могли иногда пробираться блокадопрорыватели. Он играл критически важное значение в снабжении армии генерала Ли под Ричмондом. Чтобы решить эту проблему, федеральный флот собрал в ударную эскадру практически все наличные силы и после продолжительной бомбардировки с моря занял форт Фишер высадкой десанта 23-25 января 1865 года.

#### Завершение войны

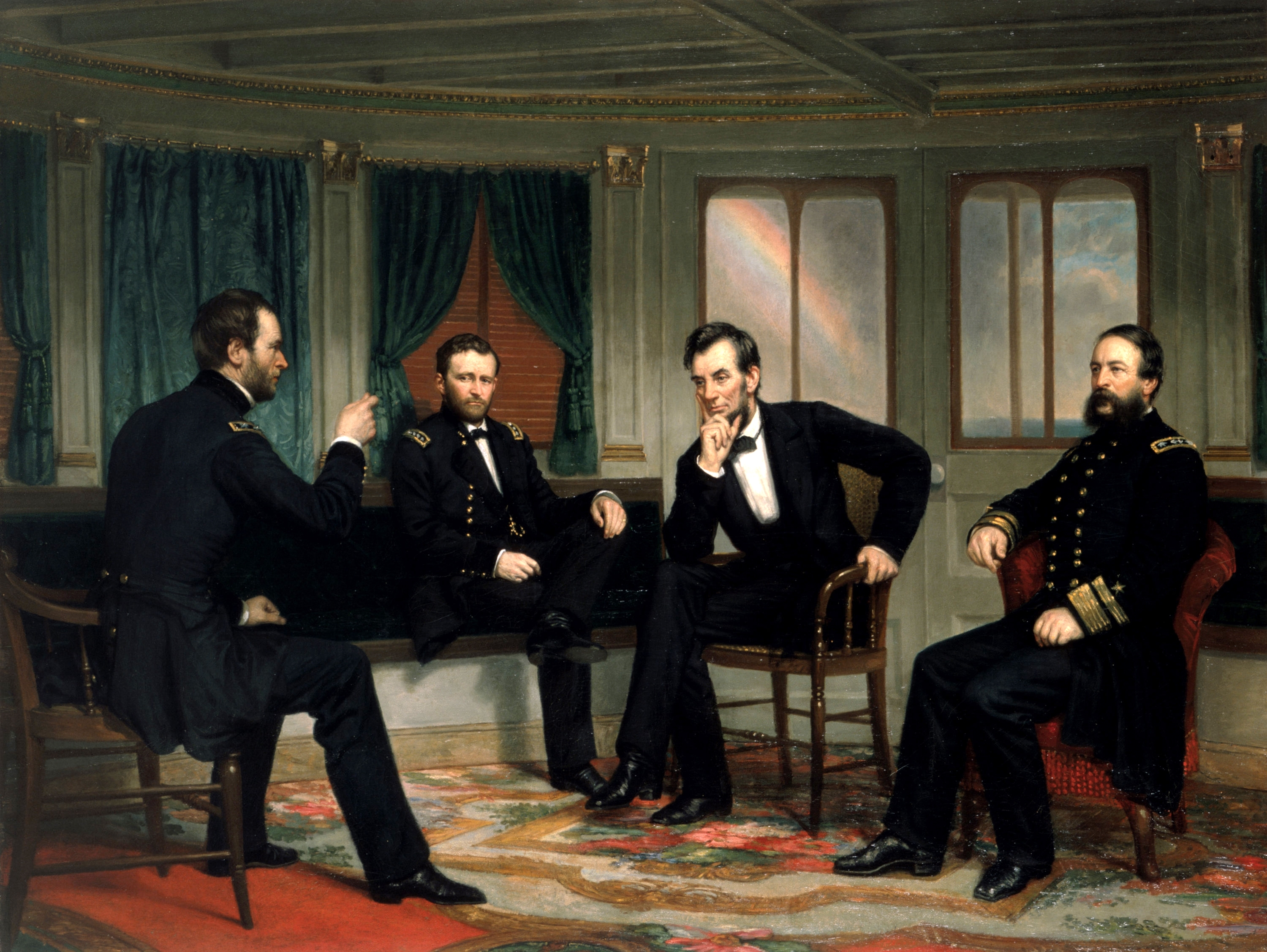
Джордж Хили. «Миротворцы», 1868 г.

Капитуляция оставшихся частей армии Конфедерации продолжалась до конца июня. Последним из генералов КША капитулировал Стенд Уэйти со своими индейскими подразделениями. Это произошло 23 июня.
Некоторые конфедеративные военно-морские силы также продолжали действовать после официальной капитуляции. Оперировавший на Тихом океане крейсер CSS «Шенандоа» нанёс значительный урон китобойным флотилиям северян, прежде чем его капитан узнал 3 августа, что война закончилась. В Атлантике построенный во Франции броненосец CSS «Стоунуолл Джексон» пересёк океан и прибыл в Гавану буквально через несколько дней после окончания войны.
Одним из следствий войны стала гибель президента Линкольна. 14 апреля 1865 года на него совершил покушение сторонник южан; Линкольн был смертельно ранен в театре и, не приходя в сознание, скончался утром следующего дня.

## Статистика
| Воюющие страны | Население (1861 год) | Мобилизовано | Убито   | Ранено  | Умерло | Умерло      | Умерло         |
| Воюющие страны | Население (1861 год) | Мобилизовано | Убито   | Ранено  | От ран | От болезней | Другие причины |
| -------------- | -------------------- | ------------ | ------- | ------- | ------ | ----------- | -------------- |
| США            | 22 339 968           | 2 803 300    | 67 058  | 275 175 | 43 012 | 194 368     | 54 682         |
| КША            | 9 103 332            | 1 064 200    | 67 000  | 137 000 | 27 000 | 59 000      | 105 000        |
| Всего          | 31 443 300           | 3 867 500    | 134 058 | 412 175 | 70 012 | 253 368     | 163 796        |

## Оружие Гражданской войны

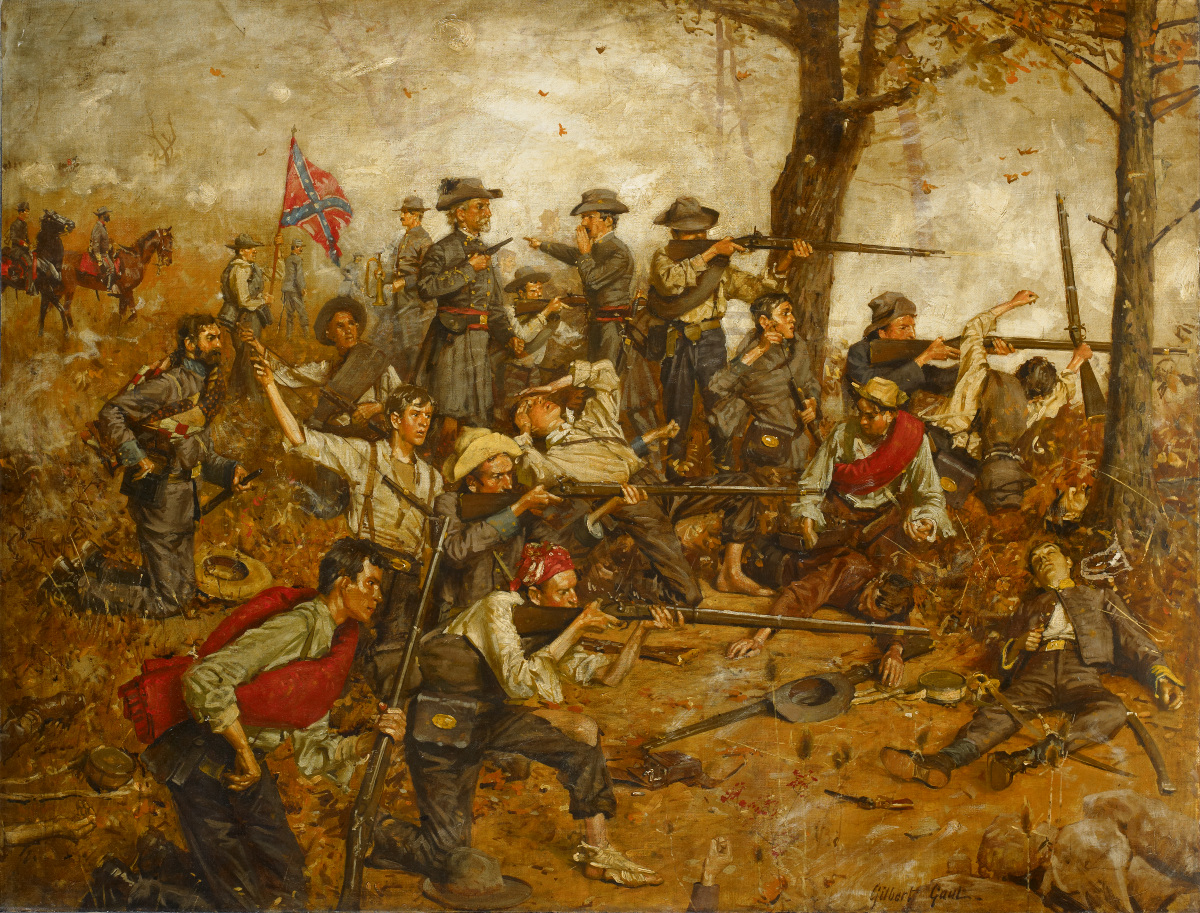
Уильям Гилберт Гол. «Держать оборону во что бы то ни стало», 1884 г.

Гражданская война в США оказала огромное влияние на развитие военной техники. По сути дела, это была первая война индустриальной эпохи, в которой технология начала оказывать решающее влияние на ход кампаний, и обе стороны пытались превзойти друг друга, развёртывая технические новинки. В ходе этой войны впервые нашли широкое применение казнозарядное оружие, пулемёты (так называемые картечницы Гатлинга), нарезная артиллерия, наблюдательные аэростаты, броненосные корабли, мины и бронепоезда.
Однако развитие технологии опережало в общем и целом развитие тактики: несмотря на значительно возросшую эффективную дальность применения нарезного стрелкового оружия, тактические построения обеих сторон всё ещё базировались на устаревших доктринах плотного строя, разработанных ещё в эпоху господства гладкоствольного оружия, что стало одной из причин значительных потерь в личном составе.
Север был значительно лучше вооружён и экипирован благодаря своей развитой промышленности. С вооружением армии и флота Конфедерации дела обстояли намного хуже. Поскольку Юг был традиционно сельскохозяйственным регионом, то индустриальных предприятий, в том числе оружейных, там было мало. Нехватку оружия на Юге отчасти восполняли запасы из местных арсеналов и импорт снаряжения из некоторых европейских стран, прежде всего Великобритании. Многочисленные ополчения и добровольцы южан часто имели самое разнообразное собственное стрелковое оружие, включая даже охотничье. Южане также широко использовали захваченное на поле боя и на складах трофейное оружие.

### Стрелковое оружие
Единого стандартного вооружения во время войны не было ни у одной из сторон. На вооружении состояло множество образцов оружия, от капсюльных винтовок (а то и кремнёвых ружей) с пулей Минье до гораздо более современных многозарядных винтовок с унитарным патроном. Подавляющее большинство образцов, использовавшихся в войне, были дульнозарядными, причём все, без исключений, использовали дымный порох.
Из всех перечисленных ниже винтовок только винтовка Спенсера и винтовка Генри были многозарядными и использовались с унитарным патроном — всё остальное оружие было однозарядным, что, впрочем, не так уж и сильно снижало общую скорострельность (кроме дульнозарядных образцов оружия, которое тоже использовалось). Однозарядная винтовка заряжалась куда быстрее многозарядной, снижение скорострельности происходило тогда, когда приходилось доставать патроны из сумки (а, например, не из патронташа). Например, винтовка Шарпса, в том числе ещё с бумажным патроном, заряжалась довольно быстро. Винтовки Спенсера и Генри имели более высокую скорострельность на коротких промежутках времени (10 секунд), но в пределе минуты их скорострельность была близка к однозарядным образцам за счёт более длительной (по преимуществу) перезарядки (зависела больше от мастерства стрелка).
Револьверы (а также пистолет Волканик) заряжались куда хлопотней — использовались бумажные патроны, которые вставлялись по одному (у Волканика вообще не было гильзы, даже бумажной) и утрамбовывались с помощью специального рычага. После этого, как правило, каморы ещё и замазывались воском (чтобы исключить при выстреле возможность воспламенения соседних зарядов), а потом вращая барабан насаживались капсюли. Такая перезарядка револьверов была весьма небыстрым делом, преимущество было в многозарядности (но и однозарядные пистолеты также продолжали использоваться). Определённое преимущество имели револьверы Ремингтон, которые позволяли достаточно быстро заменять барабаны (с пустого на заряженный). Также определённой популярностью пользовался револьвер Smith & Wesson Model 1 уже имевший металлический унитарный патрон, но он был достаточно маломощным и на вооружение принят не был. Также все они не имели самовзвода, хотя он существовал на пепербоксах Мариэтта, запатентованных ещё в 1837 году.
Вопрос о том, были ли картечницы автоматическим оружием, некорректен, поскольку для ведения непрерывного огня из картечниц необходимо было применять мускульную силу, вращая специальную ручку, то есть по сути они оставались увеличенными и поставленными на станок самовзводными револьверами с поставленными вместо барабана коробчатыми магазинами.

#### Пистолеты
- Волканик

#### Револьверы одинарного действия
- Colt Navy
- Револьвер Ле Ма
- Lefaucheux M1858
- Ремингтон модель 1858
- Армейский Кольт
- Smith & Wesson Model 1

#### Карабины
- Карабин Шарпса
- Карабин Смита

#### Мушкеты
- Спрингфилд, образца 1842

#### Винтовки
- Винтовка Спенсера
- Винтовка Генри
- Винтовка Энфилда
- Винтовка Уитворта с полигональным стволом была грозным точным и дальнобойным оружием шарпшутеров южан и стала причиной гибели многих генералов и высших офицеров армии Севера[22].

#### Картечницы и митральезы
- Пулемёт Эйгара
- Пулемёт Гатлинга

### Артиллерия

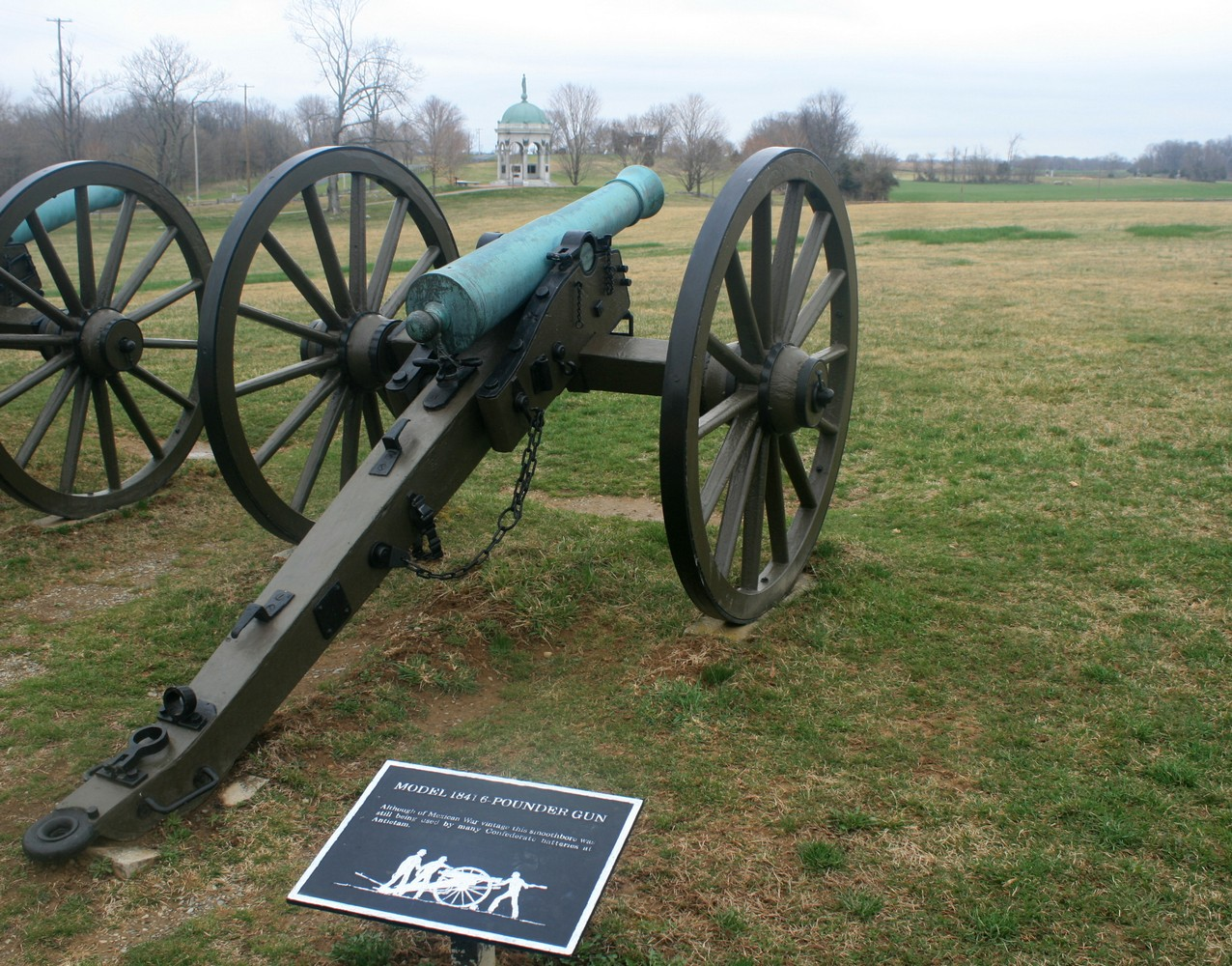
6-фунтовое бронзовое орудие, использовавшееся в начале войны

В ходе конфликта впервые в массовом порядке обеими сторонами применялась нарезная артиллерия. Северяне активно использовали на полях сражений 76-миллиметровую нарезную пушку конструкции Джона Гриффена и тяжёлые нарезные орудия Пэррота и Джеймса. Южане, в свою очередь, применяли в бою импортные британские нарезные орудия конструкции Уитворта и Блэкли и производившиеся на юге тяжёлые нарезные орудия Брука. В больших количествах обеими сторонами использовались мортиры, обеспечивающие навесной огонь по позициям противника.
Тем не менее, основным артиллерийским орудием обеих сторон оставалась гладкоствольная 12-фунтовая пушка, разработанная во Франции и известная как «двенадцатифунтовый Наполеон». Эти орудия составляли основу артиллерийского парка ввиду простоты в производстве, надёжности и мобильности по сравнению с дорогими и не всегда надёжными нарезными пушками.
За время войны северяне достигли высшей точки развития в дульнозарядной гладкоствольной артиллерии. Ими были созданы огромные орудия из закалённого чугуна — пушки Родмана и Дальгрена — предназначенные в основном для вооружения фортов и боевых кораблей. Апофеозом стали разработанные Дальгреном и Родманом чудовищные 20-дюймовые (508 миллиметров) гладкоствольные чугунные пушки, предназначенные для поражения броненосных кораблей. На этом развитие гладкоствольной артиллерии очевидно зашло в тупик: подобные орудия, несмотря на огромные размеры, уже не имели преимуществ по сравнению с нарезными.
Произошли существенные изменения и в плане артиллерийского боеприпаса. Сферические пушечные ядра и крупнокалиберная картечь (грейпшот) к концу войны в значительной степени уступили место цилиндрическим снарядам и шрапнели. Для управления артиллерийским огнём начали использовать телеграф, вынесенные посты наблюдения и аэростаты.

### Военно-морская техника
Гражданская война в США была первой, в которой обе стороны активно применяли паровой и броненосный флот. К началу конфликта уязвимость деревянных кораблей от тяжёлых фугасных снарядов была уже очевидна, но переход к броненосному кораблестроению шёл медленно. Война существенно ускорила процесс; южане начали строить броненосные корабли в надежде компенсировать численное преимущество деревянного флота северян, а северяне начали строить броненосцы как ответ на броненосцы южан.

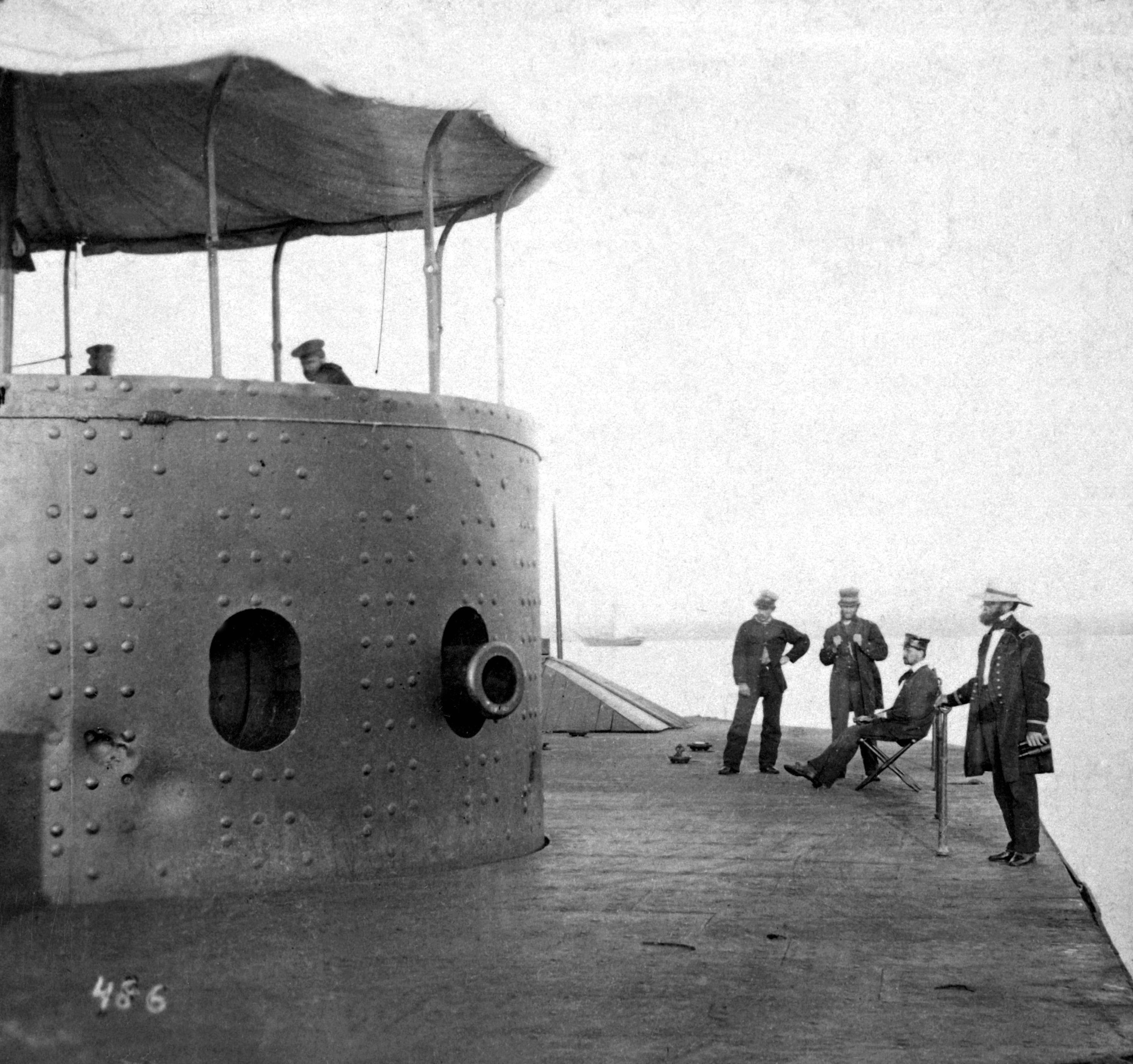
Башня «Монитора»

В ходе войны известным изобретателем Джоном Эрикссоном был построен и успешно испытан в бою знаменитый «Монитор» (1862) — революционный для того времени военный корабль, низкобортный, полностью защищённый бронёй и несущий орудия во вращающейся бронированной башне. Северяне сочли этот тип корабля оптимальным для действий у мелководного побережья Юга, и за время конфликта построили несколько десятков мониторов, от небольших речных и до огромных океанских. Наглядная демонстрация преимуществ башенного расположения орудий подтолкнула и другие страны к экспериментам с мониторами и башенными орудийными установками.
Южане также построили значительное количество броненосцев, преимущественно казематного типа, однако, ввиду слабости их промышленности и нехватки материалов, их корабли были существенно примитивнее мониторов северян, и, как показала практика, не могли тягаться с ними на равных. Тем не менее, даже они продемонстрировали абсолютное превосходство броненосцев над деревянными кораблями.
В 1863 году на верфях Чарлстона (Южная Каролина) южанами была построена на частные средства первая в мире полупогружная подводная лодка H. L. Hunley. Названная в честь своего изобретателя Х. Л. Ханли, погибшего при её испытаниях, она сумела в 1864 году потопить пароходофрегат северян «Хусатоник».
Вооружение кораблей также претерпело существенные изменения. Первые же сражения продемонстрировали, что прежняя схема вооружения — много сравнительно небольших орудий в бортовой батарее — совершенно неэффективна против броненосцев. Обе стороны начали вооружать свои корабли всё более и более тяжёлыми пушками; при этом южане предпочитали нарезные орудия, а северяне — тяжёлые гладкоствольные. Однако даже самые мощные из применяемых обеими сторонами орудий не обеспечивали пробивания брони неприятеля иначе как с очень небольшой дистанции. В попытке преодолеть кризис артиллерии обе стороны начали экспериментировать с таранной тактикой, шестовыми минами и подобными системами вооружений.
Значительное развитие получило минно-торпедное оружие. Южане активно применяли якорные и донные мины для защиты своих портов.

## Международная реакция
Наибольшие опасения у Севера вызывала реакция Великобритании, где действительно были сильны позиции его противников. Но фактически британская политическая элита в вопросе об отношении к разгоревшейся войне оказалась расколотой, следствием чего стало заявление Британии о нейтралитете, сделанное в мае 1861 года. Фактически в 1861—1863 годах этот нейтралитет имел черты дружественного в отношении Юга, чему способствовал ряд острых дипломатических конфликтов, вызванных непродуманными и даже провокационными действиями Севера. Ряд британских влиятельных политиков настаивали на прямой интервенции. Но уже в конце 1862 года премьер-министр Палмерстон, трезво оценивая политическую ситуацию в Европе (в том числе действия России) и состояние британской экономики, взял курс на улучшение отношений с Севером.

### Реакция Российской империи
В США долгое время опасались вооружённой интервенции со стороны европейских держав. Лондон и Париж пытались образовать коалицию и пригласили Россию к участию в ней, однако Петербург отказал им в этом. Россия определила свою позицию изначально: Петербург поддержал легитимное правительство Авраама Линкольна. Александр II, отменивший крепостное право, симпатизировал действиям Соединённых Штатов. Кроме этого, Россия, недавно принимавшая участие в Крымской войне, которая нанесла серьёзный ущерб экономике и внешнеполитическим интересам, для выхода из политической изоляции и усиления собственных внешнеполитических позиций нуждалась в новых союзниках. В 1862 году министр иностранных дел России Александр Горчаков направил письмо послу США Бейярд Тейлору, в котором говорилось: 
Только Россия стояла на вашей стороне с самого начала и продолжит делать это. Превыше всего мы желаем сохранения Американского Союза как неразделённой нации. России делались предложения по присоединению к планам вмешательства. Россия отклонит любые предложения такого рода. Вы можете рассчитывать на нас. 
В 1863 году Россия отправила две морские военные эскадры: в Нью-Йорк и Сан-Франциско («Александр Невский» — флагман эскадры, прибывшей в Нью-Йорк — также посетил с визитом Александрию). Долгое время считалось[кем?], что флот демонстрировал военную поддержку со стороны РИФ. Однако в 1915 году были опубликованы документы, согласно которым перевод флота в США был связан с начавшимся польским восстанием и реальной опасностью вступления Британии в тот конфликт. Российскому правительству требовалось перевести флот в такое место, откуда он мог бы совершать набеги на коммуникации противников. Однако миф о российском «вмешательстве в войну» укоренился в журналистике и популярной литературе.

## Итоги

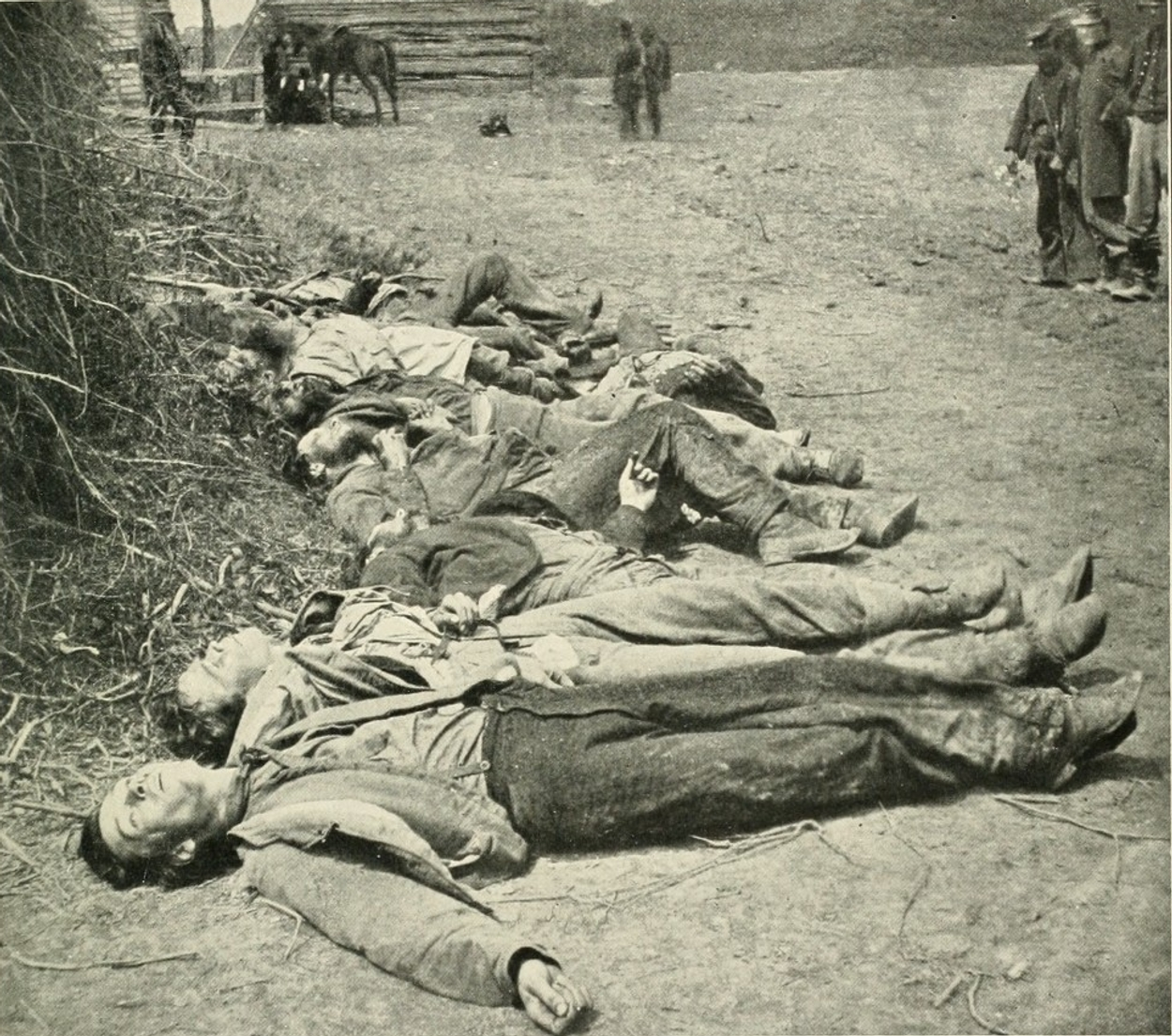
Конфедераты из корпуса генерала Юэлла, погибшие у Элсоп Фарм во время Битвы при Спотсильвейни, 19 мая 1864

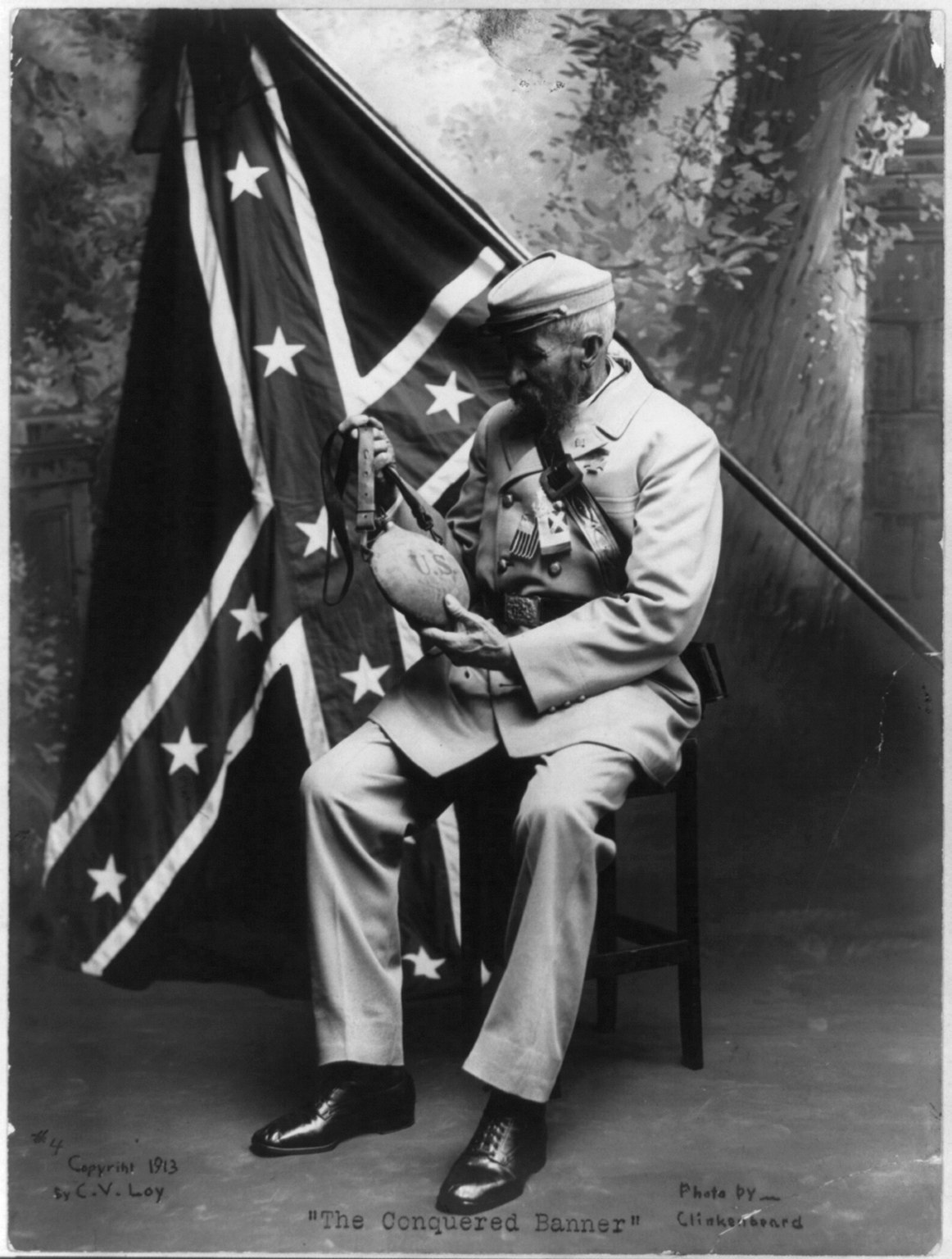
Пожилой солдат-южанин в серой пехотной униформе на фоне Боевого флага Конфедерации. На поясе пряжка с надписью „CSA“, на груди памятная медаль „The Southern Cross of Honor“. В руках трофейная фляжка северян. Фото 1913 года

- Запрещение рабства было закреплено 13-й поправкой к Конституции США, вступившей в силу 18 декабря 1865 года (рабство в восставших штатах было отменено ещё в 1863 году указом президента о провозглашении эмансипации).
- В стране были созданы условия для ускоренного развития промышленного и сельскохозяйственного производства, освоения западных земель, укрепления внутреннего рынка[c]. Война не разрешила все стоявшие перед страной проблемы. Некоторые из них нашли решение в ходе Реконструкции Юга, продолжавшейся до 1877 года. Другие, в том числе предоставление чёрному населению равных прав с белыми, оставались неразрешёнными многие десятилетия.
- Гражданская война осталась самой кровопролитной в истории США (на всех фронтах Второй мировой войны, несмотря на её всемирный масштаб и на разрушительность оружия XX века, потери американцев были меньше на 200 000 человек)[28].
- Потери северян составили почти 360 тыс. человек убитыми и умершими от ран и других причин и более 275 тыс. ранеными. Конфедераты потеряли около 258 тыс.
- Только военные расходы правительства США достигли 3,5 млрд долларов. Война продемонстрировала новые возможности военной техники и оказала влияние на развитие военного искусства.
- Теперь по закону чернокожие были свободными, но их материальное положение оставалось прежним. А правовое положение также было не равное белым. Окончание гражданской войны положило начало периоду сегрегации в США.

### Комментарии
1. ↑  Включая штаты, которые остались ему верны, как нерабовладельческие штаты, так и пограничные штаты (Миссури, Кентукки, Мэриленд и Делавэр), где рабство было законным. Тем не менее, Миссури и Кентукки имели полноценные делегации в Конгрессе Конфедерации весь период войны.
2. ↑  Если предположить, что потери Союза и Конфедерации учитываются вместе — во Второй мировой войне было убито больше американцев, чем в армиях Союза или Конфедерации, если общее количество их потерь подсчитывается отдельно.
3. ↑  Прекращение военных действий дало толчок к развитию геологоразведочных работ на Среднем Западе и в Техасе. По стране прокатилась «нефтяная лихорадка»[27]